# Aquilée romaine
L'Aquilée romaine (Aquileia en italien, Aquileia en latin) est la ville à l'origine de l'Aquilée moderne de la province d'Udine, dans la région autonome du Frioul-Vénétie Julienne en Italie. Elle a été fondée par les Romains en 181 av. J.-C., sur le territoire des anciens Carni.
Depuis 1998, la zone archéologique et la basilique patriarcale d’Aquilée sont classées au patrimoine mondial par l'UNESCO.

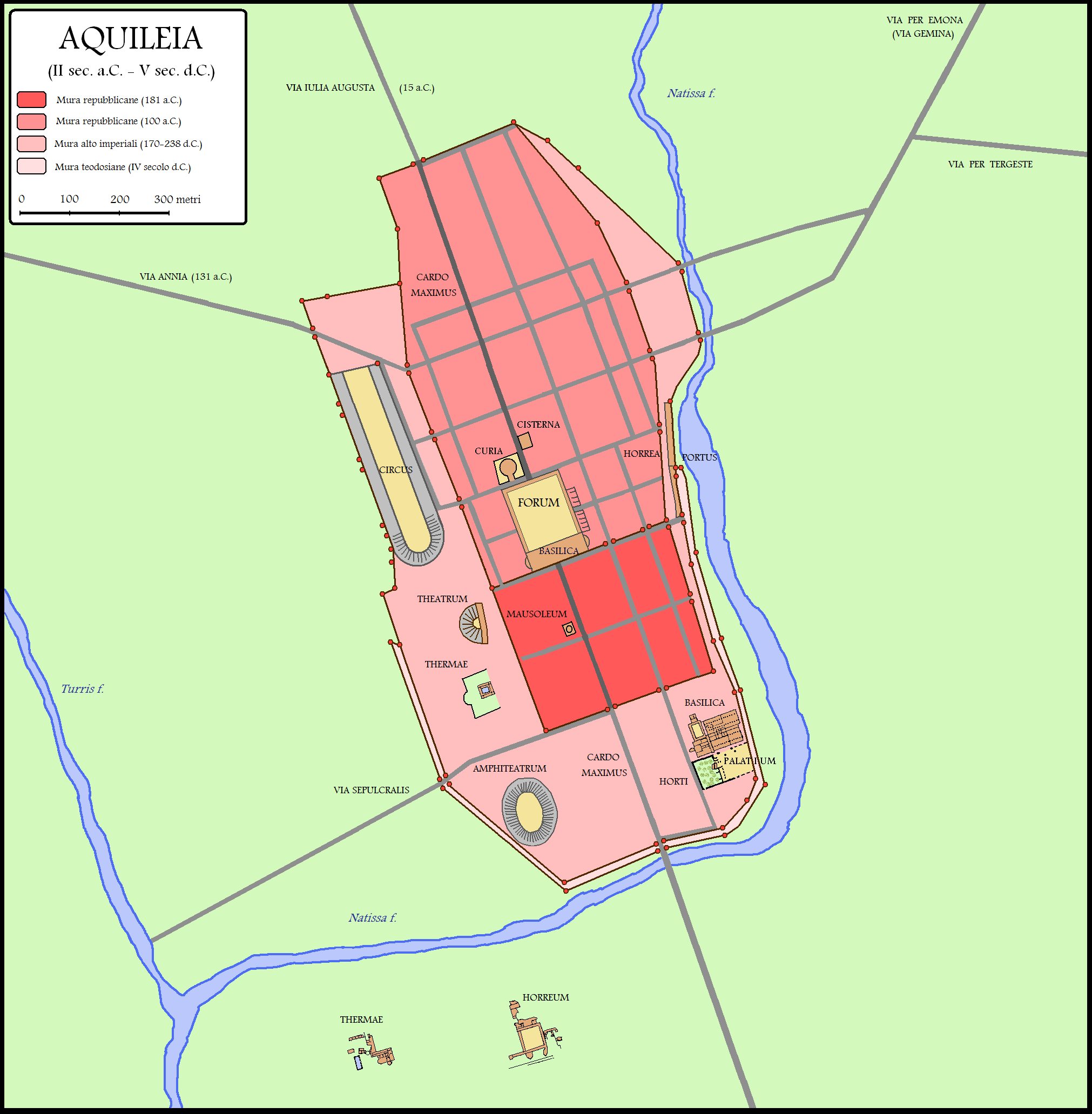
Plan de l’ancienne cité romaine avec son développement, période par période : à partir de la première période républicaine (avec les murs du castrum de la légion romaine (quadrangulaire en rose plus foncé); après la construction de la via Annia, après la victoire sur les Cimbres, avec les murs construits en 100 avant J.-C. ; jusqu’à la cité du haut empire, avec les murs construits entre l’empereur Marc Aurèle et Maximin le Thrace ; et à celle du IVe siècle de Théodose Ier. Les principaux monuments de l’époque sont représentés : le cirque, le théâtre, la curie, le Palatium, les thermes, le port fluvial, etc.

## Période républicaine (181 à 31av. J.-C.)

### Fondation
Aquilée est fondée en 181 av. J.-C. près de la rivière Natissa, colonie romaine de droit latin, par Lucius Manlius Acidinus Fulvianus,  Publius Cornelius Scipio Nasica et Caius Flaminius, envoyés par le Sénat romain pour bloquer la route aux populations voisines de Carni et aux Histres, qui menacent les frontières orientales de l'Italie. Elle est s'abord gouvernée par un duumvir puis par un quattuorvirs avec son propre sénat. La ville se développe comme avant-poste militaire en vue de futures campagnes contre les Histres et les Carni, puis plus tard comme « quartier général » pour une éventuelle expansion romaine vers le Danube.
Les premiers colons sont 3 000 vétérans suivis de leurs familles respectives de Samnium, soit un total d'environ 20 000 personnes, suivis par des groupes de Vénètes ; plus tard, en 169 av. J.-C., 1 500 autres familles les ont rejoint,, tandis que des communautés orientales, telles que des Égyptiens, des Juifs et des Syriens, se sont également installées dans la ville.

### Base militaire et stratégique

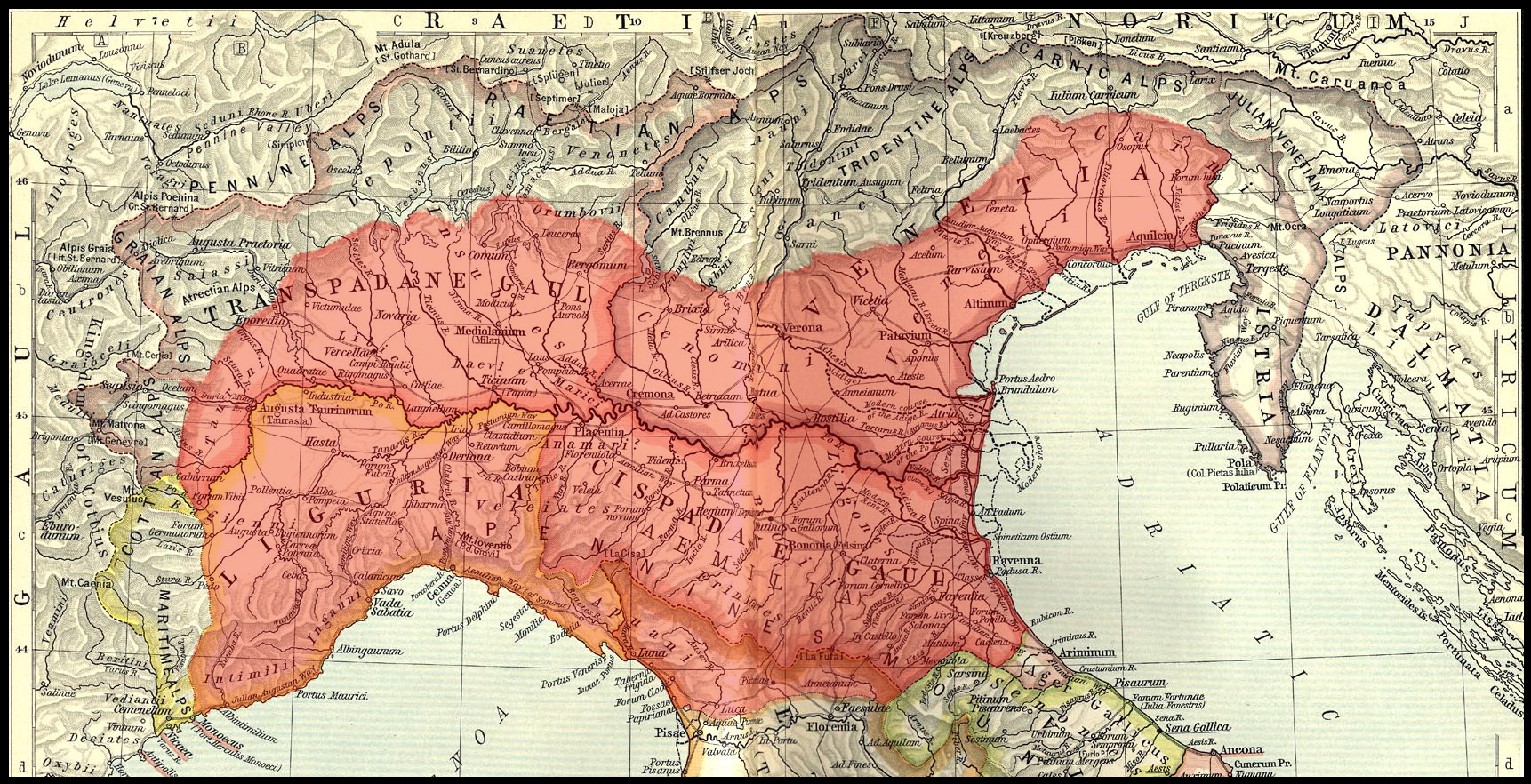
Territoires de la Gaule cisalpine (surlignés en rouge) entre la fin du.

Aquilée constitue la base principale des opérations militaires en Illyrie des consuls Lucius Cornelius Lentulus Lupus, Gaio Marcio Figulo et Publius Cornelius Scipio Nasica Corculum, pendant les années 156-155 av. J.-C., contre les tribus dalmates, qui conduisent à la conquête de la ville de Delminium. En 129 av. J.-C., le consul Caius Sempronius Tuditanus attaque les Histres, les Iapydes et les Liburniens de l'Italie du Nord depuis son « quartier général » à Aquilée, comme le rappelle un éloge qui lui est dédié,, et par la suite vainc également les populations alpines de Carni et les Taurisques de la région de Nauporto, obtenant un triomphe pour ces succès. Dix ans plus tard, en 119 av. J.-C. Lucius Caecilius Metellus Delmaticus mène une nouvelle campagne victorieuse contre les Dalmates, utilisant Aquilée comme base de ses opérations, célébrée l'année suivante par un triomphe, ce qui lui vaut le titre victorieux de Delmaticus. Quatre ans plus tard, en 115 av. J.-C., le consul Marcus Æmilius Scaurus, opère en Gaule cisalpine à la fois contre les Ligures à l'ouest, et contre les Carni et les Taurisques à l'est, utilisant dans ce second cas Aquilée comme « quartier général »,. Deux ans plus tard, en 113 av. J.-C., le consul Cnaeus Papirius Carbo est envoyé pour faire face à une invasion de peuples germano-celtes (dont les Cimbres), qui ont pénétré en Illyrie, puis en Norique. Carbone, à la tête d'une armée qui a Aquilée pour « quartier général », est cependant vaincu lors de la bataille de Noreia.
La forme quadrilatérale de la garnison dérive de l'origine de la base militaire, divisée par la charnière maximale, l'actuelle via Julia Augusta, et par le decumanus maximus. La région, la ville et la municipe sont pacifiées et romanisées après 89 av. J.-C. grâce à la Lex Iulia de civitate qui leur confère la plénitude du droit romain, en l'attribuant à la tribu Velina. Elle est agrandie par phases successives, comme en témoignent les différentes murailles de la ville, devient un centre politico-administratif, capitale de la Regio X Venetia et Histria et un emporion prospère, bénéficiant du long système portuaire et du tracé radial d'importantes routes qui bifurquent vers le nord, au-delà des Alpes et vers la mer Baltique (« route de l'ambre »), de la Gaule à l'Est. Depuis la fin de la république romaine et pendant presque toute l'ère impériale, Aquilée est l'un des grands centres névralgiques de l'Empire romain. La vie artistique est remarquable, portée par la richesse de la clientèle et l'intensité du trafic et des contacts. Sa position fait de la ville le carrefour du commerce du verre, du fer et de l'ambre ; un vin appelé Pucinum y est également produit.
Dans cette période, Aquilée acquiert de plus en plus d'importance stratégique et militaire. Elle sert de poste avancé pour protéger le nord de l'Italie contre d'éventuelles invasions du nord et de l'est, comme cela se produit lors de la guerre des Cimbres en 102 av. J.-C., ou lors de la formation du puissant royaume des tribus daces par leur roi Burebista. Lorsque Mithridate VI planifie une invasion de la péninsule, grâce à l'alliance avec les Gaulois et les Scythes, il espère que de nombreuses populations italiques s'allieront à lui dans la haine des Romains, comme cela s'était produit lors de la deuxième guerre punique avec Hannibal, après que les Romains lui ont fait la guerre en Espagne. Il sait aussi que la quasi-totalité de l'Italie s'était révoltée contre les Romains à deux reprises au cours des trente dernières années : lors de la guerre sociale en 90-88 av. J.-C. et lors de la troisième guerre servile du gladiateur Spartacus, dans les années 73-71 av. J.-C..

Buste du jeune Octave, futur empereur Auguste, qui depuis Aquilée mena des campagnes militaires contre l'Istrie, la Pannonie et la Dalmatie (musée archéologique de la ville).

### Jules César
Lors de son premier consulat en 59 av. J.-C., Jules César, avec le soutien des autres triumvirs, Pompée et Crassus, obtient avec la Lex Vatinia du 1er mars, le proconsulat des provinces de Gaule cisalpine et d'Illyrie pour cinq ans, et le commandement d'une armée composée de trois légions. Peu après un sénatus-consulte ajoute également celui de Gaule narbonnaise, dont le proconsul est mort subitement, et le commandement de la Legio X Equestris.
Le fait que César se voit initialement attribuer la province d'Illyricum dans le cadre de son imperium, et qu'au début de 58, trois légions soient  localisées à Aquilée, pourrait indiquer qu'il a l'intention d'y chercher la gloire et la richesse en augmentant sa puissance et son influence militaire et politique : César a besoin de victoires militaires importantes pour construire son propre pouvoir personnel avec lequel contrebalancer ce que Pompée a construit avec les victoires obtenues à l'Est. À cette fin, il planifie probablement une campagne au-delà des Alpes carniques jusqu'au Danube, exploitant la menace croissante des tribus de Dacie (correspondant à peu près à la Roumanie actuelle), qui se sont rassemblées sous la direction de Burebista, qui a mené son peuple à la conquête les territoires situés à l'ouest de la rivière Tisza, traversant le Danube et soumettant toute la zone sur laquelle s'étend l'actuelle plaine hongroise d'Alföld, mais surtout en se rapprochant dangereusement de l'Illyrie romaine et de l'Italie. Ses armées, cependant, se sont arrêtées brusquement, peut-être par crainte d'une éventuelle intervention directe de Rome dans la région des Balkans et des Carpates. Ainsi, au lieu de poursuivre sa marche vers l'ouest, Burebista est retourné à ses bases en Transylvanie, puis a tourné son regard vers l'est : il a attaqué les Bastarnes et a finalement assiégé et détruit l'ancienne colonie grecque d'Olbia (près de l'actuelle Odessa).
Les nombreux séjours de César à Aquilée lors de la guerre des Gaules sont documentés : à l'hiver 57-56 av. J.-C., en relation avec des opérations militaires et diplomatiques menées par le proconsul lui-même près de Salone vers le 3 mars  ; en 54 a. C. pour mener une brève campagne contre les habitants des Pirasti qui vivent dans le sud de l'Illyrie ; dans les hivers de 54-53 et 53-52av. J.-C. lorsque César y revient avec la légion XV pendant l'hiver, après que la ville ait été attaquée avec Tergeste par les Iapydes alors que le proconsul est engagé en Gaule contre Vercingétorix. Les habitants d'Aquilée sont non seulement contraints de réparer les murs endommagés, mais commencent la construction de deux camps romains défensifs : à Tricesimo (50 km au nord d'Aquilée) et Iulium Carnicum.
En 49 av. J.-C., au déclenchement de la guerre civile de César, Aulus Gabinius est rappelé par César et reçoit le commandement des opérations en Illyrie. Il semble qu'il ait eu trois nouvelles légions à Aquilée (la XXXIII, la XXXIV et la XXXV, soit 30 cohortes au total) et qu'à la tête de 15 cohortes et de 3 000 chevaliers, marchant vers le sud vers la Macédoine, il subit une attaque soudaine des Dalmates, parvenant à Salona avec seulement quelques survivants. Finalement, il réussit à rejoindre Lucius Cornificius (qui a sous ses ordres les légions XXXI et XXXII) avec les quelques hommes armés restants, pour lutter contre ces populations.
Quinze ans plus tard, entre 35 et 33 av. J.-C., Aquileia demeure le « quartier général » de la campagne d'Octavien en Illyrie. Elle est au centre de trois sens de déplacement différents : celui plus au sud-est vers les tribus de la côte ; celle « centrale » qui mène aux territoires des Iapydes ; et celui plus au nord-est contre les populations de Carni et les Taurisques.

## Archéologie de l'Aquilée républicaine
En 148 av. J.-C., commence la construction de la via Postumia qui relie la mer Adriatique à la mer Tyrrhénienne près de Gênes,. La route est une voie romaine construite par le consul romain Spurius Postumius Albinus Magnus dans les territoires de la Gaule cisalpine, l'actuelle plaine du Pô, à des fins principalement militaires. Une quinzaine d'années plus tard, en 131 av. J.-C., le préteur Tito Annio Rufo commence la via Annia , qui relie Hatria (Adria moderne) à Patavium (Padoue), Altinum, Iulia Concordia (Concordia Sagittaria moderne), où elle traverse la via Postumia, et enfin Aquilée.
Les vestiges du grand port fluvial sur la rivière Natissa (jetées, entrepôts et routes qui le relient à la ville), construits sur les deux rives de la rivière, se visitent le long de la Via Sacra et remonteraient à la fin du IIe siècle av. J.-C., plus tard agrandi et rénové plusieurs fois. Les divinités du panthéon latin, mais aussi du panthéon local, sont vénérées à Aquilée : les nombreuses inscriptions des soldats de la garnison, qui résident ici pendant environ deux siècles, se réfèrent au culte de Mithra, et plus tard aussi au christianisme.

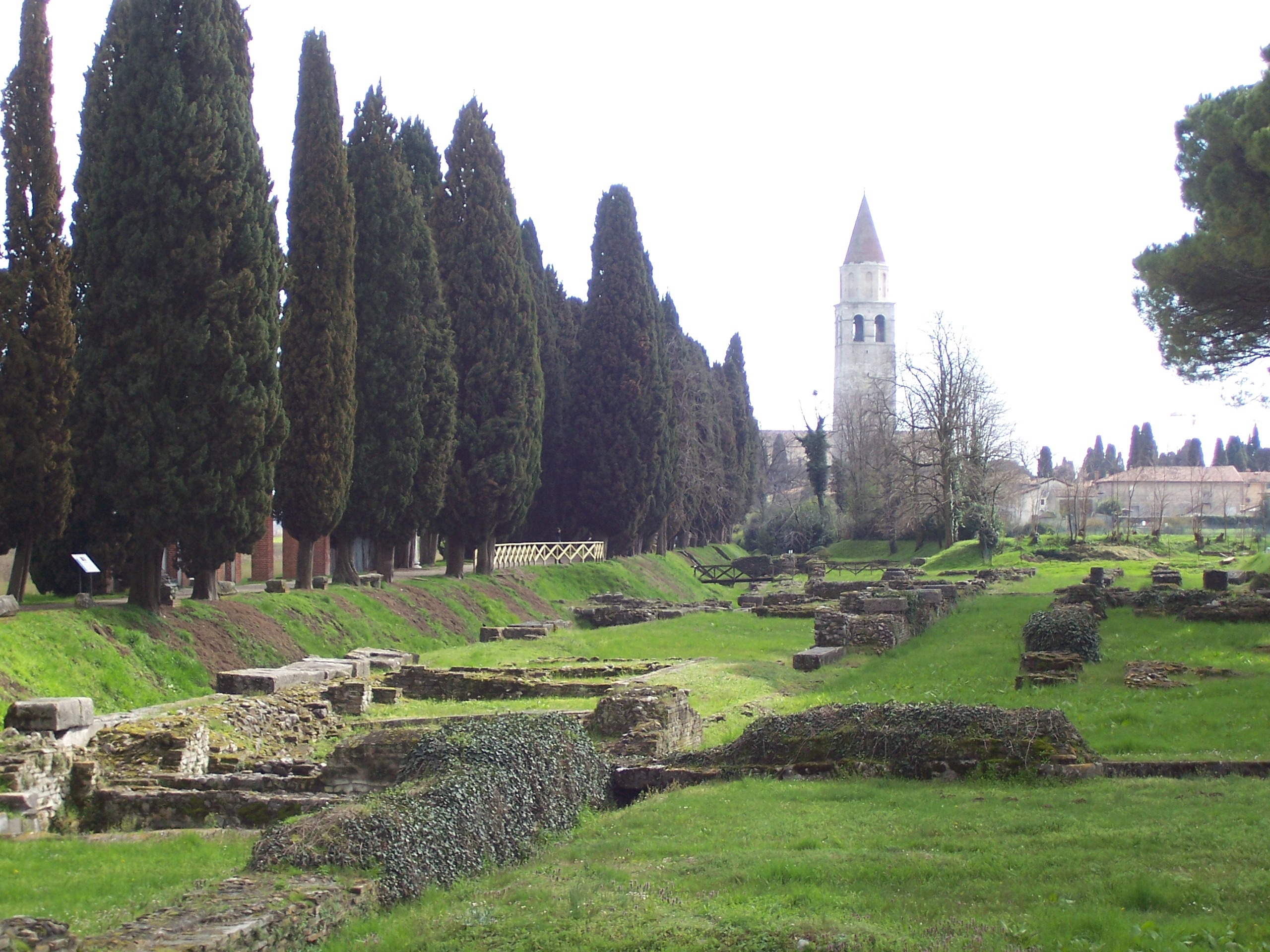
Port fluvial.
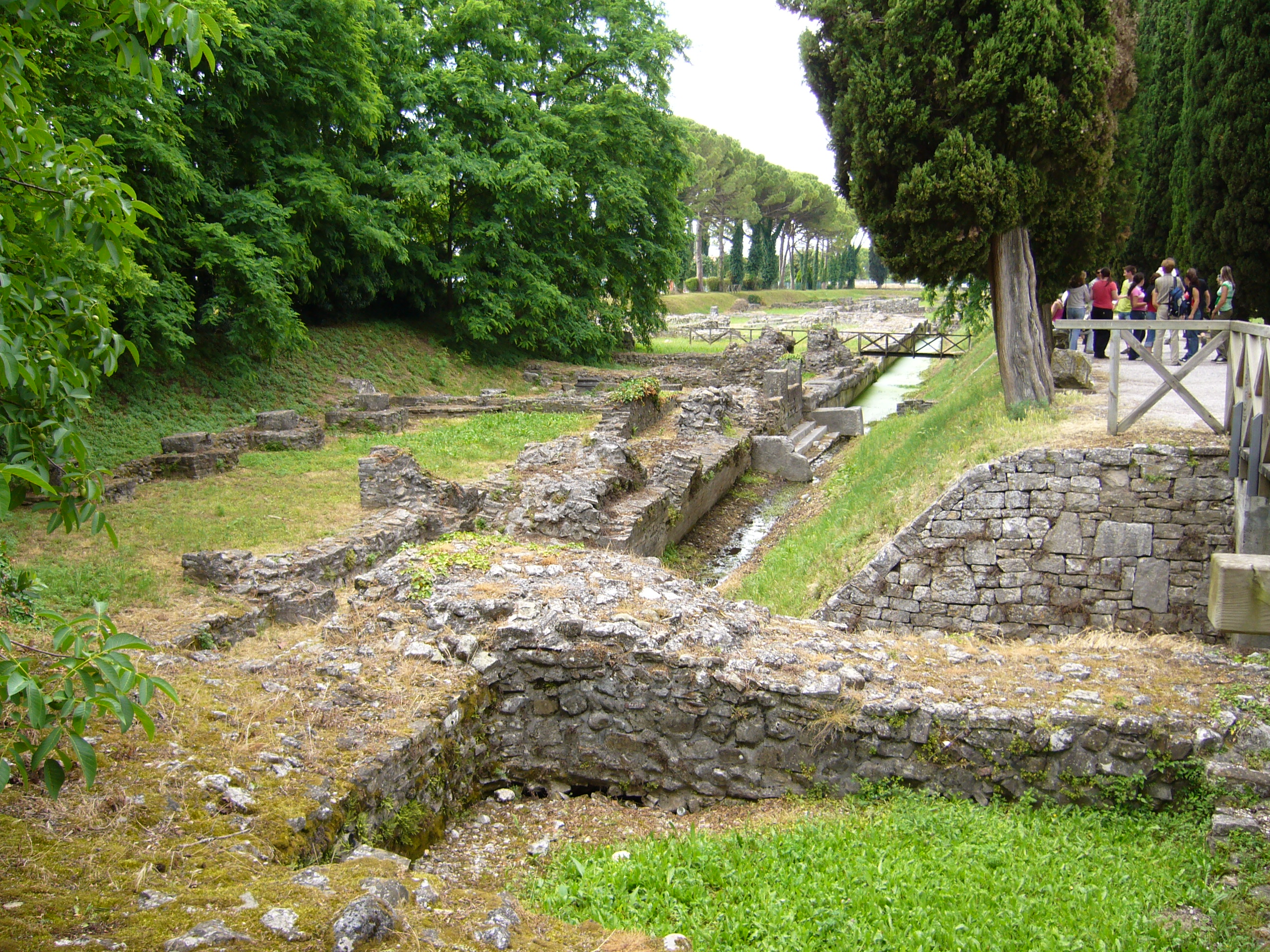
Port fluvial.
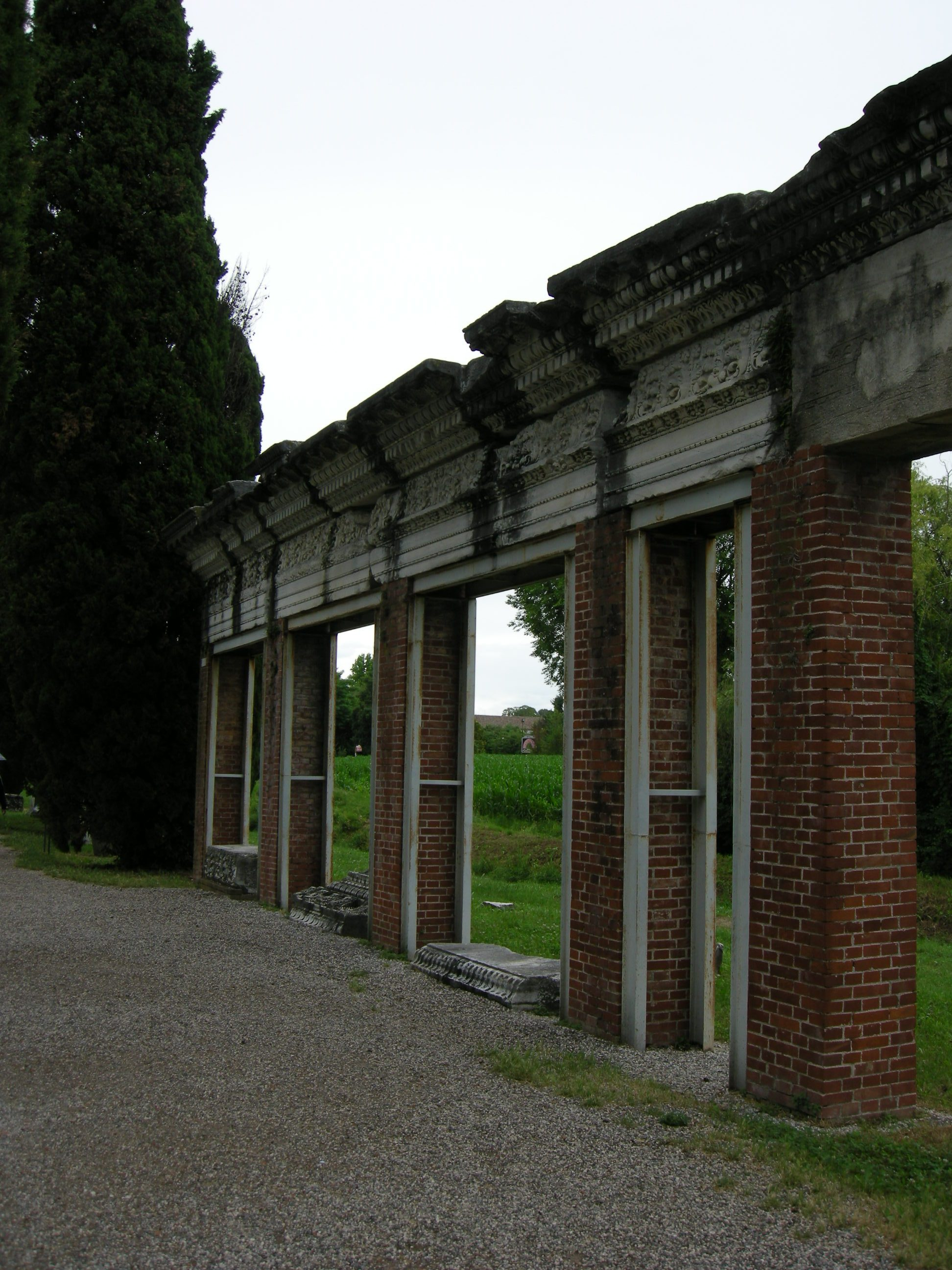
Fouilles du port fluvial.
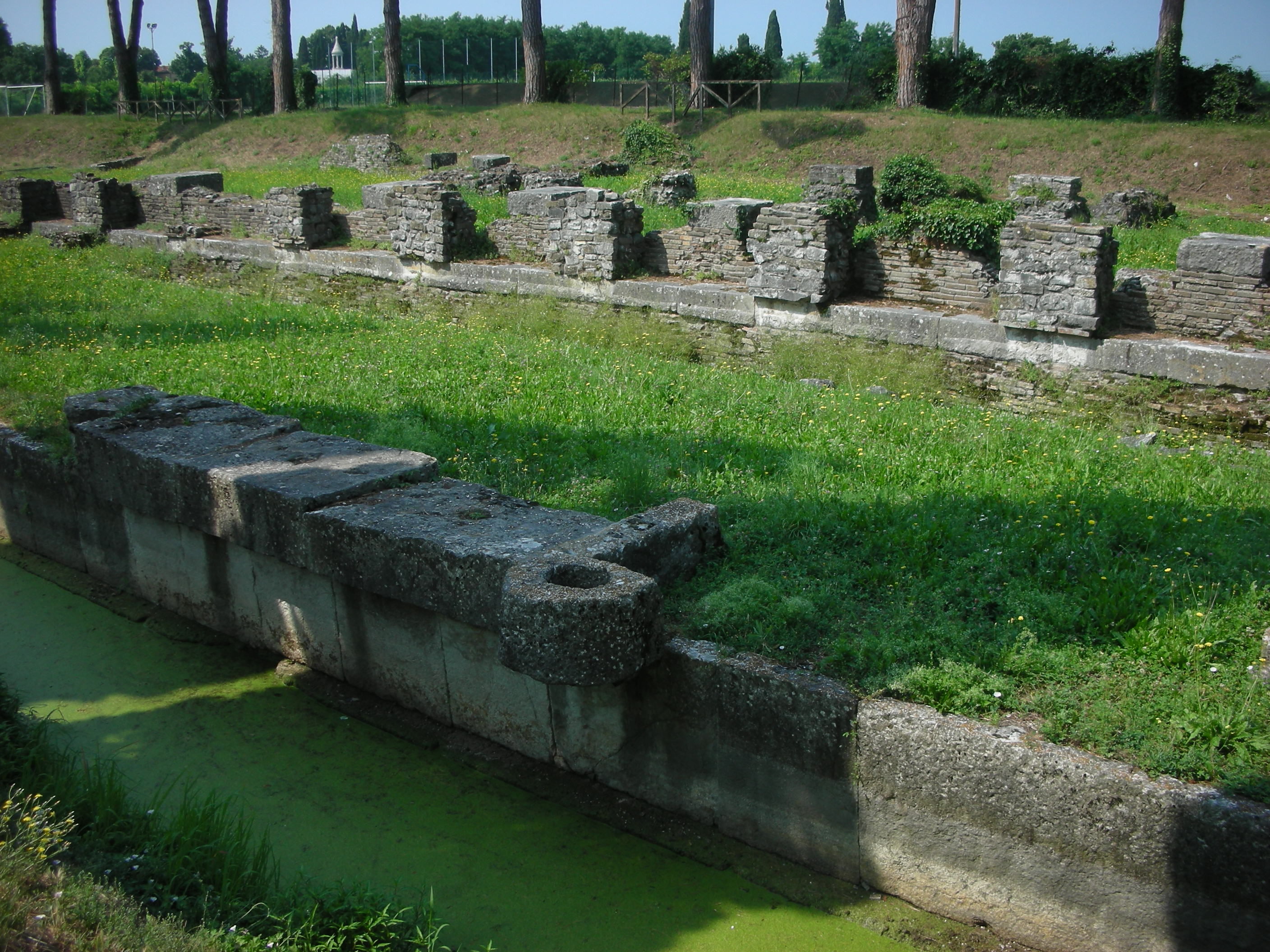
Port fluvial.
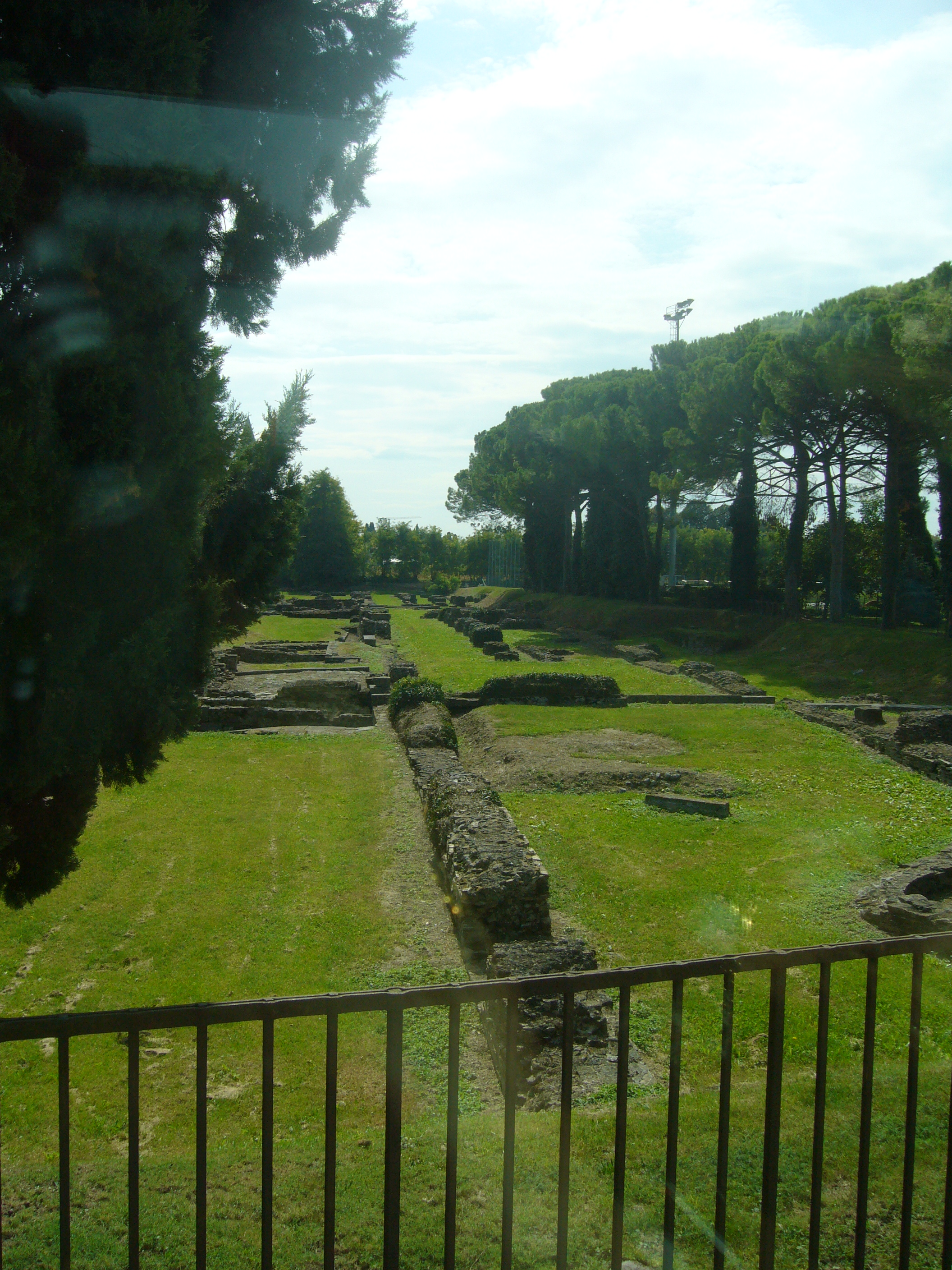
Port fluvial.
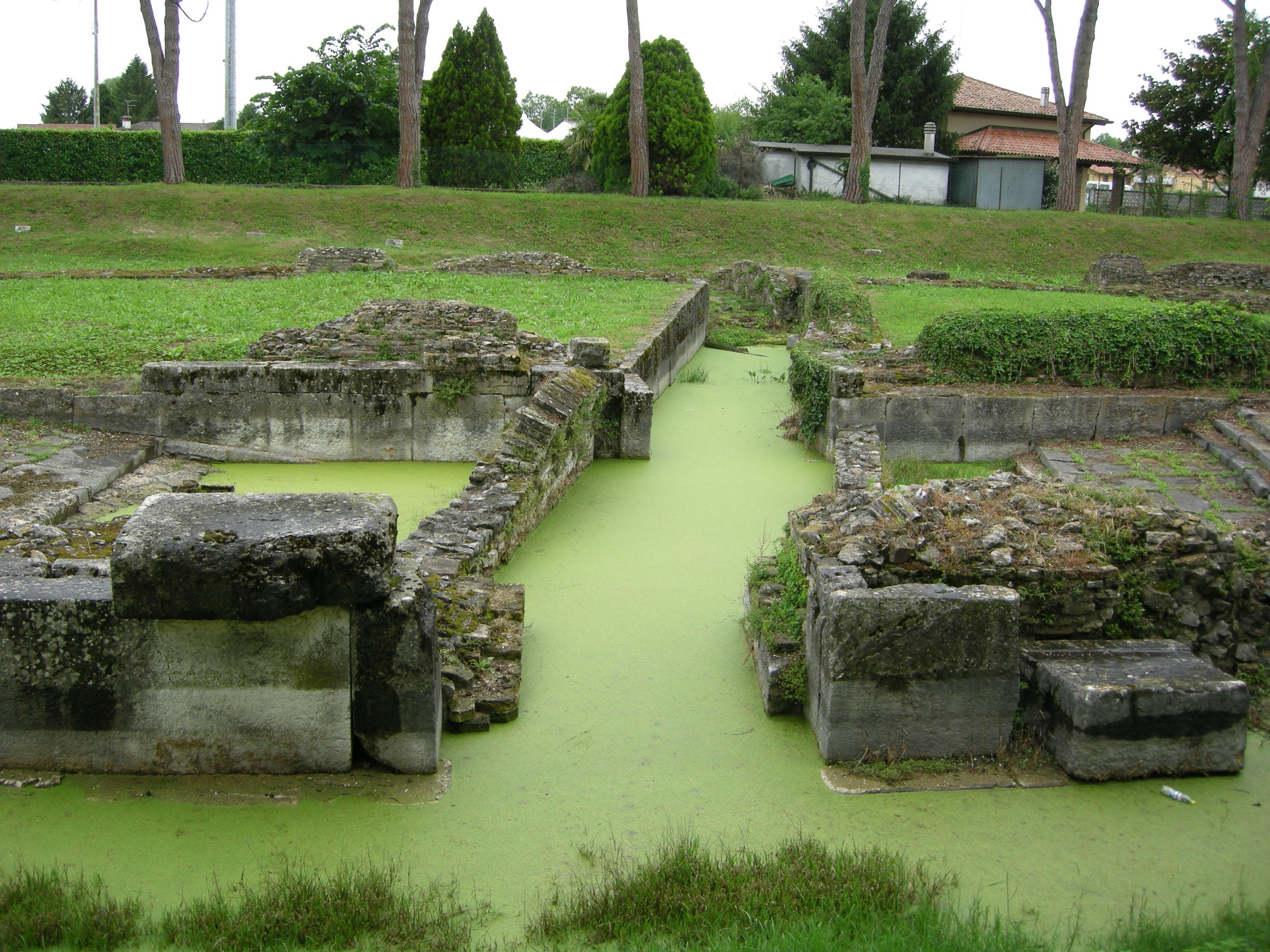
Port fluvial.
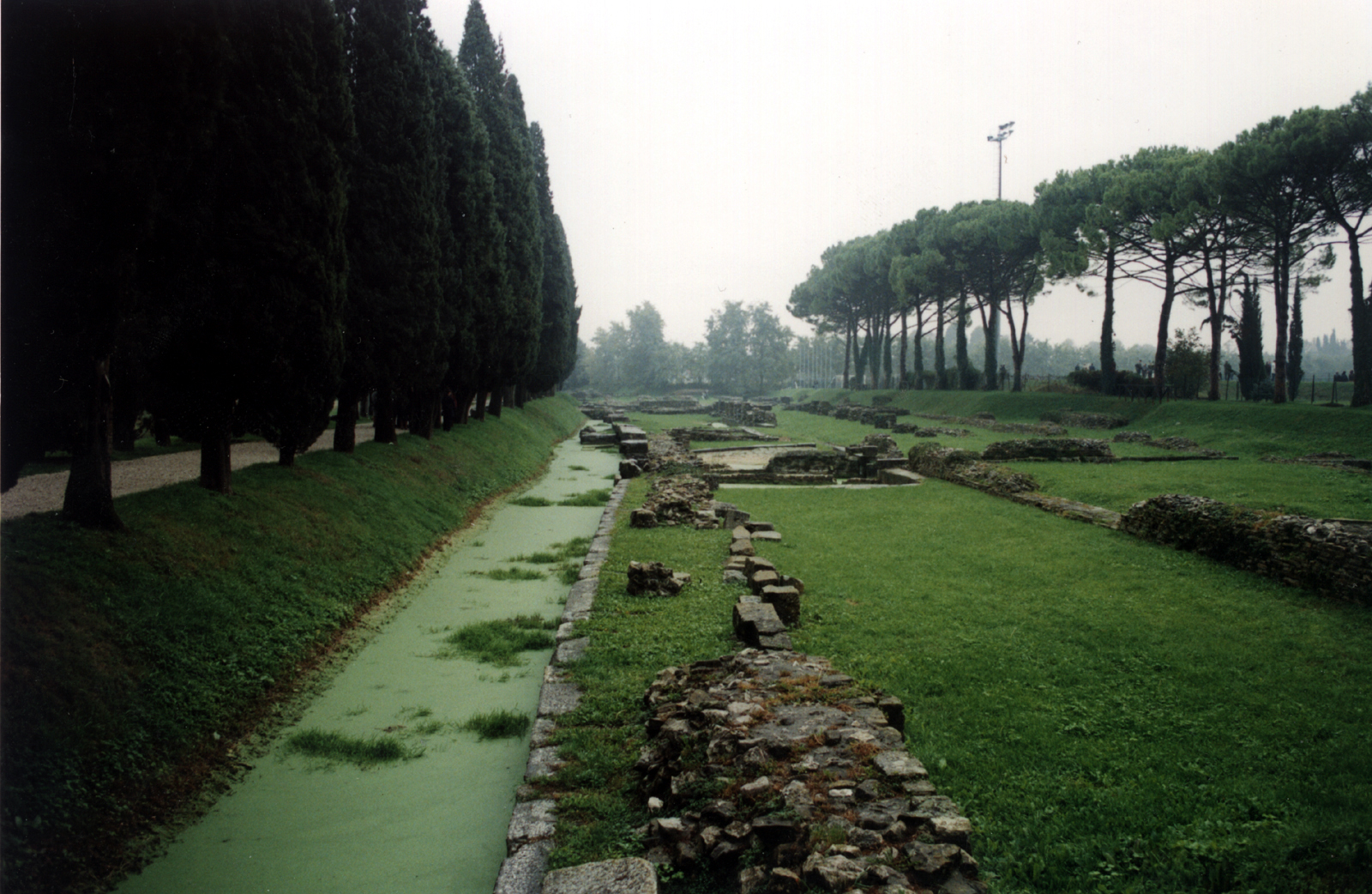
Port fluvial.
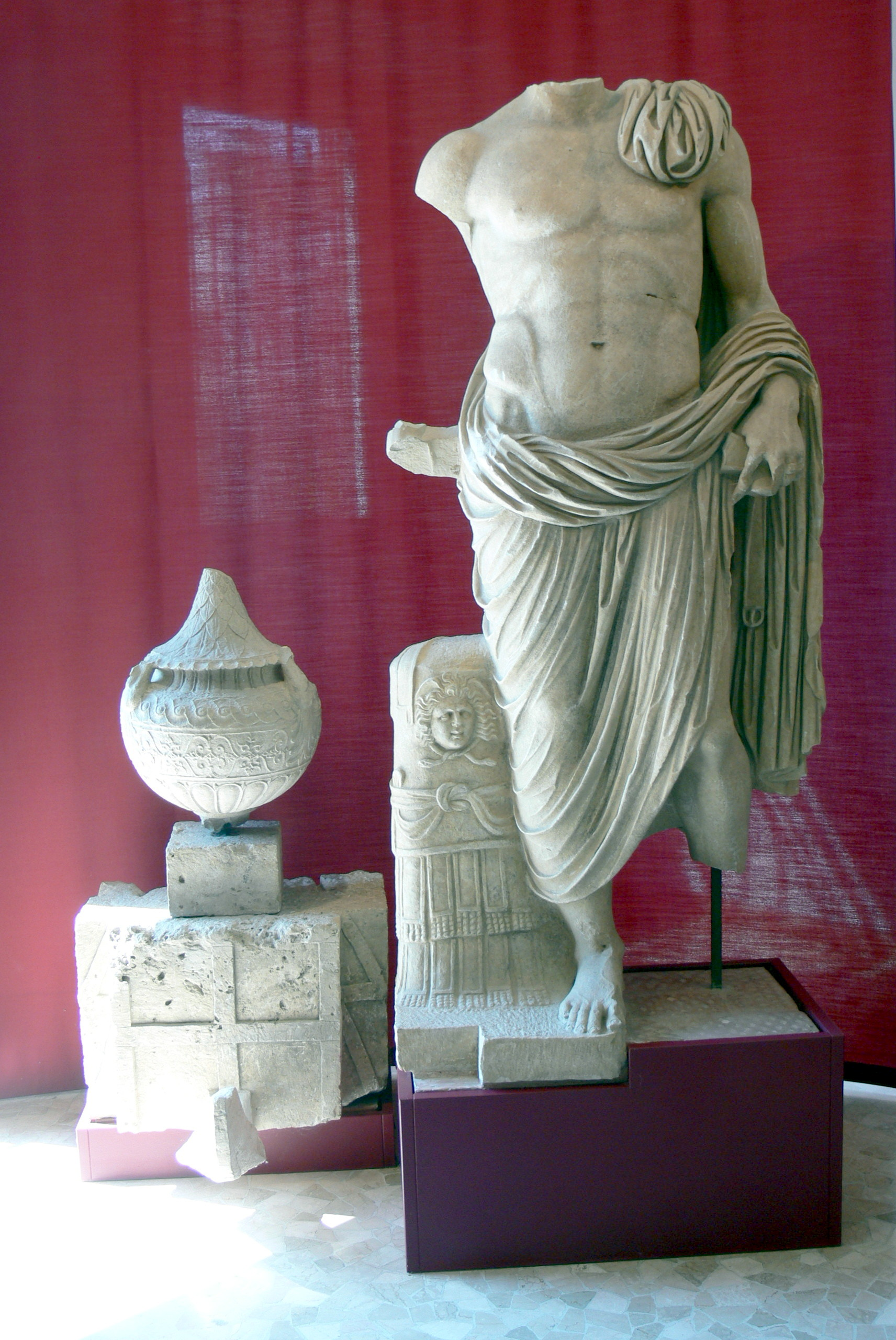
Statue sans tête appartenant à un amiral romain, musée archéologique d’Aquilée).

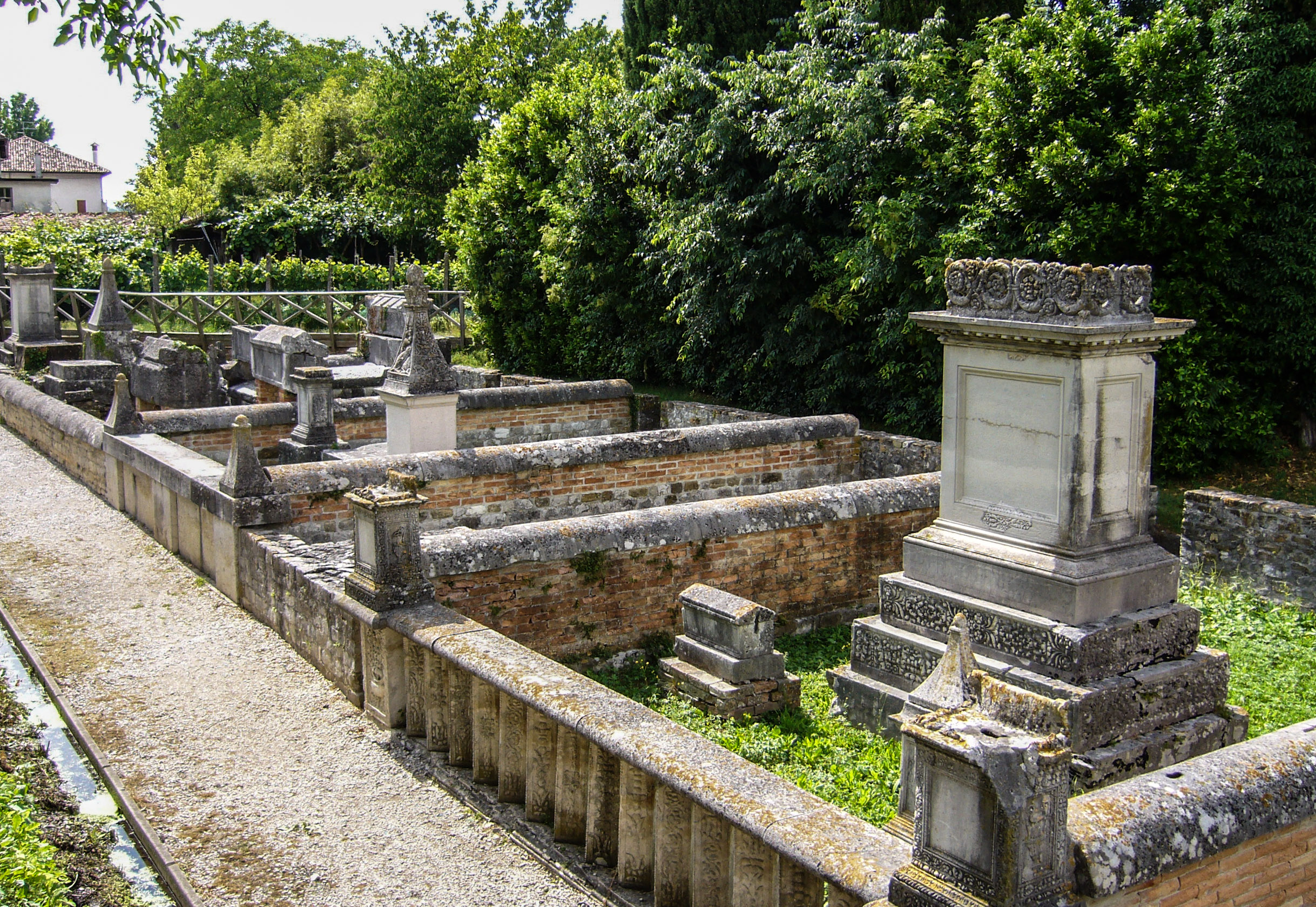
Sépulture romaine
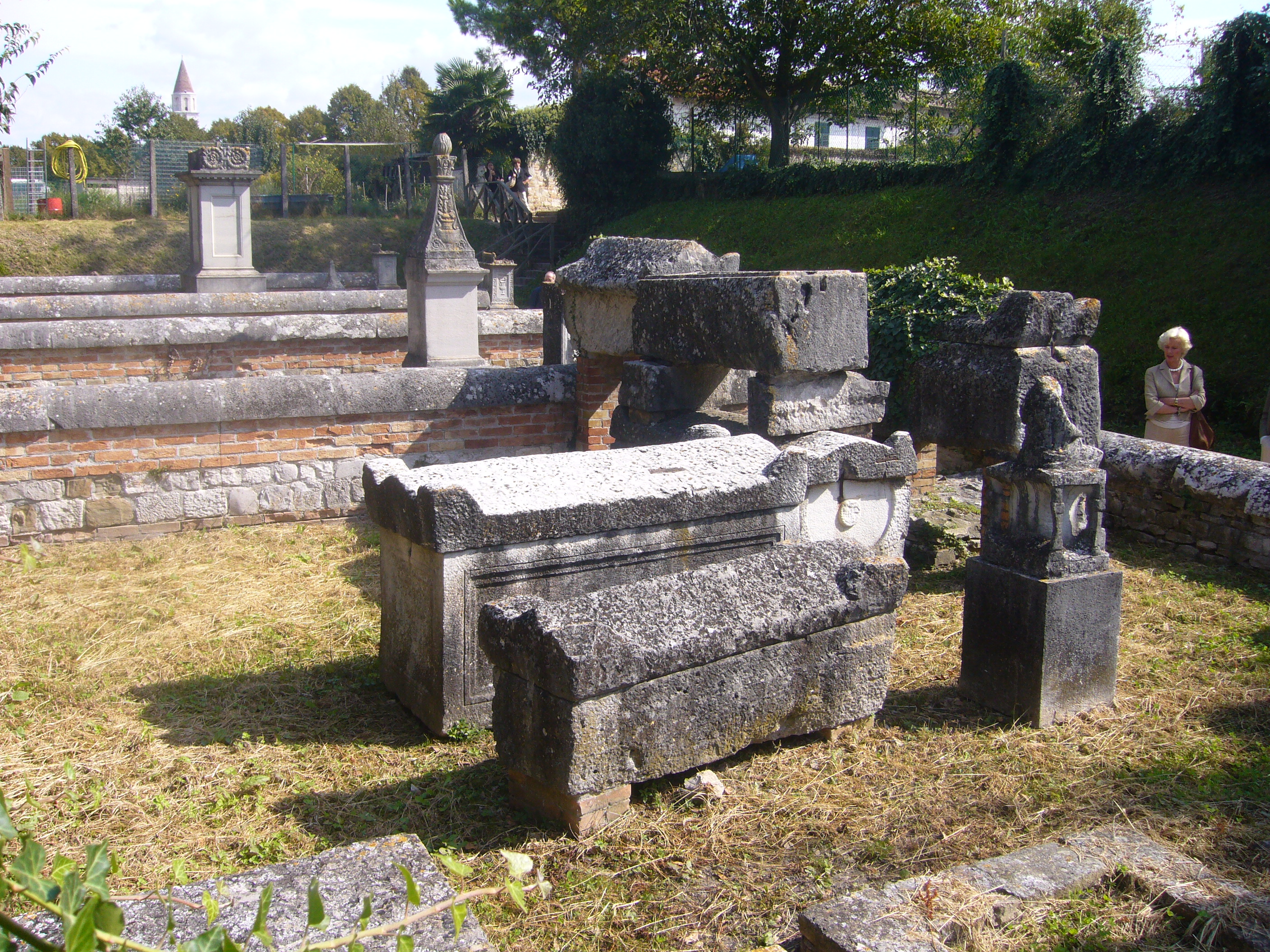
Sépulture romaine
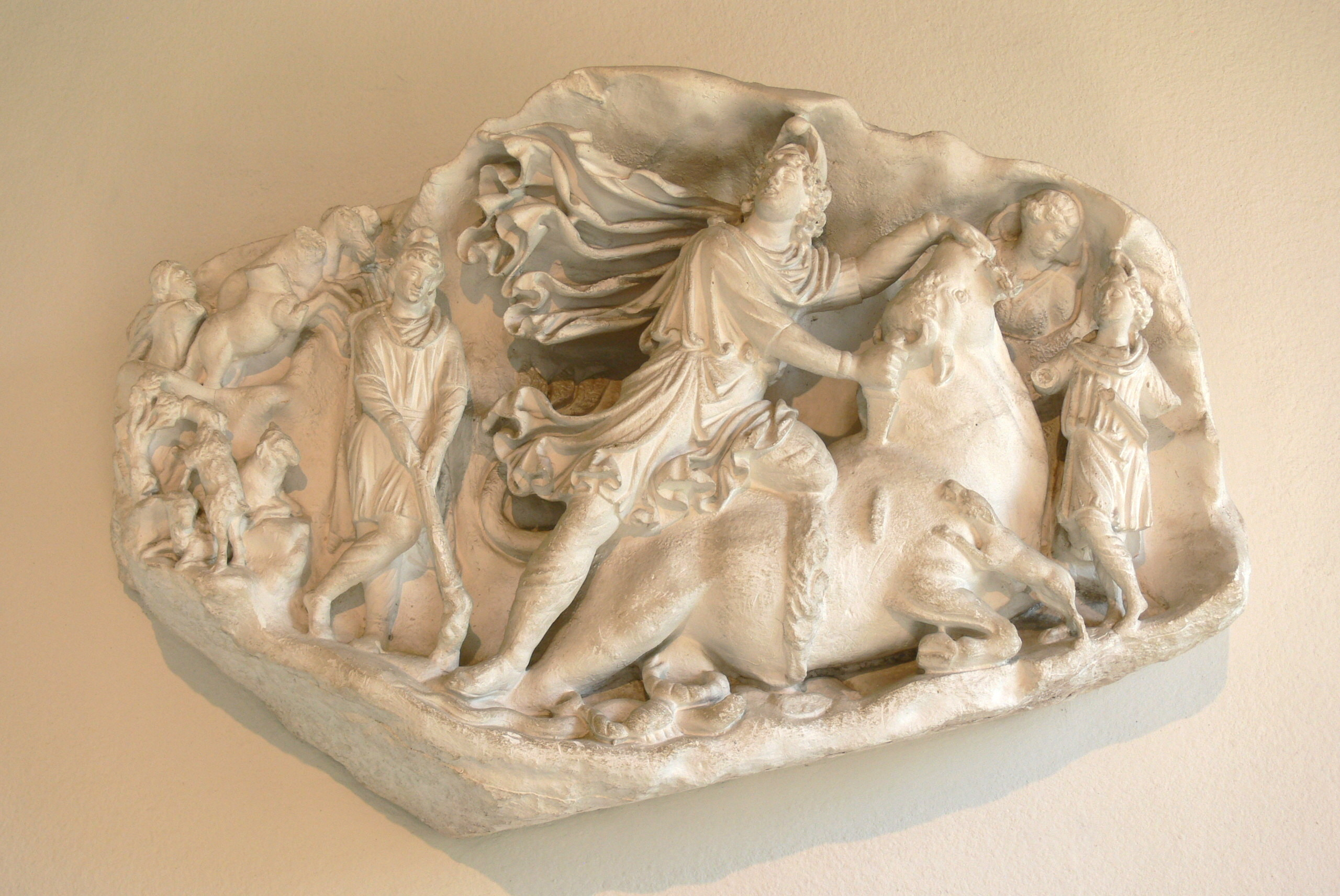
Relief sculptural de Mithra, aujourd’hui conservé au musée archéologique national d’Aquilée.
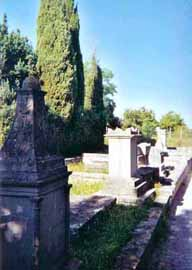
Cimetère paléochrétien.

## Haut-Empire (30av. J.-C.à 285)

### Époque d'Auguste
À l'époque d'Auguste, après une première campagne menée par Publius Silius Nerva en 16 av. J.-C. à la suite d'une invasion des Pannoniens en Istrie et à la conquête romaine ultérieure des territoires jusqu'à Pula et Arsia en 15 av. J.-C., son beau-fils Tibère, avec son frère Nero Claudius Drusus, mène la conquête romaine de la Rhétie et de l'arc alpin contre les populations de Rhétie, installées entre le Norique et la Gaule, et les Vendéliques,. Tentant d'encercler l'ennemi en l'attaquant sur deux fronts sans lui laisser d'issues, ils planifient une grande opération « en tenaille » qu'ils mettent en pratique grâce à l'aide de leurs lieutenants : Tibère se déplace des territoires Helvètes, tandis que son frère cadet part d'Aquilée, atteint Tridentum et divise l'armée en deux colonnes. Une première colonne parcourt les vallées de l'Adige et de l'Isarco (au confluent desquelles, il construit le Pons Drusi, près de l'actuel Bolzano), en remontant jusqu'à l'Inn ; une seconde suit celle qui deviendra sous l'empereur Claude la via Claudia Augusta (tracée par son père Drusus) et qui, par le val Venosta et le col de Resia, atteint également la rivière Inn. Tibère, qui avance de l'ouest, vainc les Vendéliques, rejoignant, près du lac de Constance, son frère Drusus qui, entre-temps, a vaincu et soumis les peuples Breunes et Génaunes. Ces succès permettent à Auguste de soumettre les populations de l'arc alpin jusqu'au Danube, et lui valent une nouvelle acclamation impérale. Quelques années plus tard, à partir de 14 av. J.-C., Aquilée se révèle à nouveau fondamentale lors de la campagne d'Illyrie (13-9 av J.-C.) et de la conquête de la Pannonie, sous les ordres d'abord de Marcus Vinicius, puis du gendre et ami fraternel d'Auguste, Marcus Vipsanius Agrippa, puis de son beau-fils Tibère. Aquilée reste un centre militaire important lors de la Grande révolte illyrienne, constituant le dernier rempart contre la menace éventuelle d'une invasion par les peuples dalmates et pannoniens, qui auraient pu atteindre Rome en une dizaine de jours seulement. Aquilée a perdu son ancienne fonction de « quartier général », qui est désormais attribuée par Tibère à Siscia sur la rivière Sava, dans une position plus avancée. À partir de ce moment, en effet, Aquilée cesse d'avoir encore un rôle militaire décisif, conservant à la place une importante fonction économique et sociale à l'arrière, toutes les forces militaires étant déplacées en Pannonie et en Dalmatie.
Drusus, fils de Tibère, passe très probablement par Aquilée lorsqu'il se rend en Pannonie pour réprimer une révolte entre les légions en 14. Plus de cinquante ans plus tard, en 69, la Legio VII Claudia et la Legio VIII Augusta passent par la ville sous la conduite de Marcus Antonius Primus, s'étant alignés et ayant proclamé Vespasien, leur empereur. Il a été également émis l'hypothèse que les scènes de la colonne Trajane n.58-63 représentent le forum d'Aquilée, d'où Trajan serait passé lors des guerres daciques de 105.

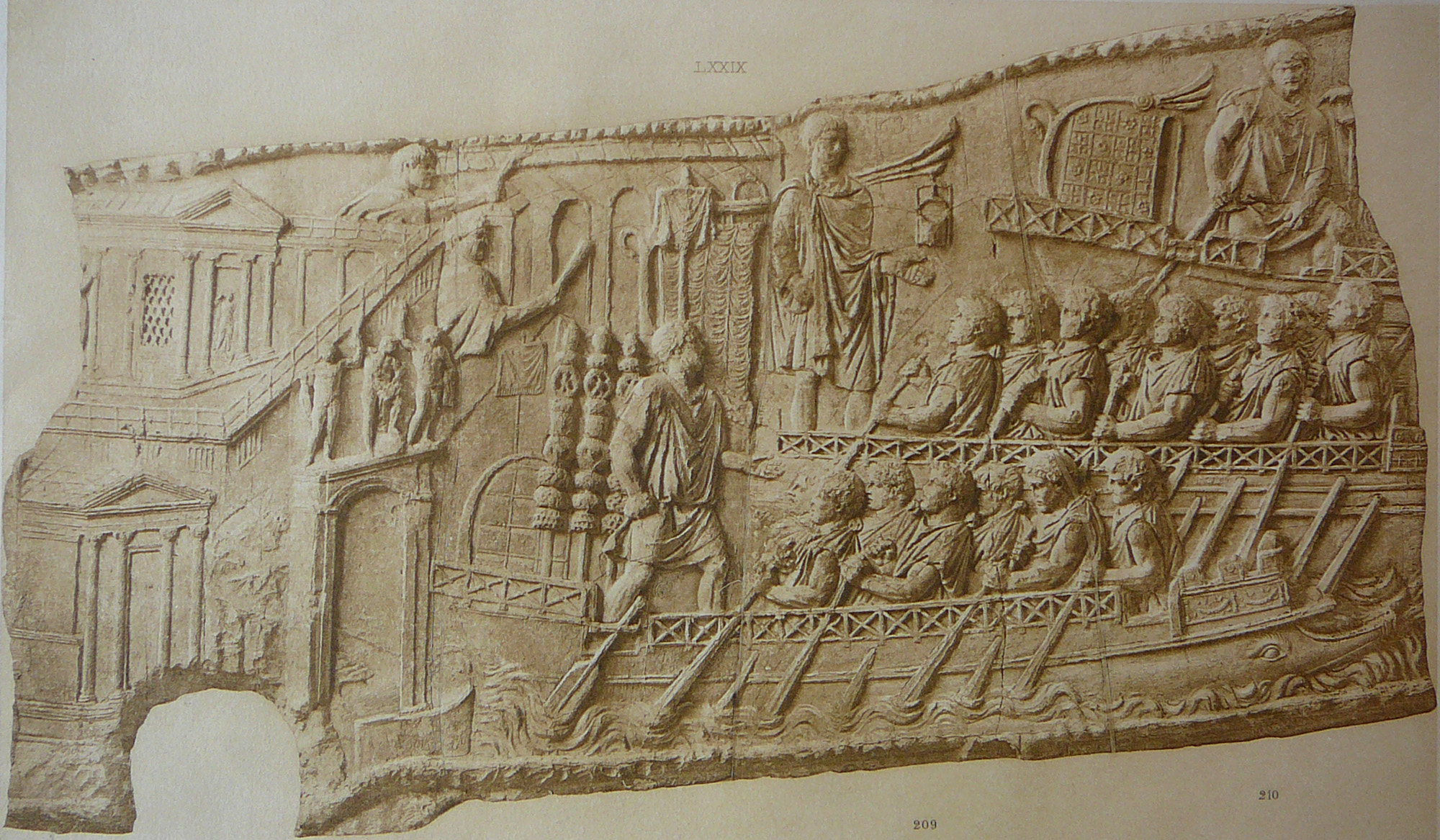
Colonne Trajane n.58: classes appareillant du port de Brindisi (?)[54].
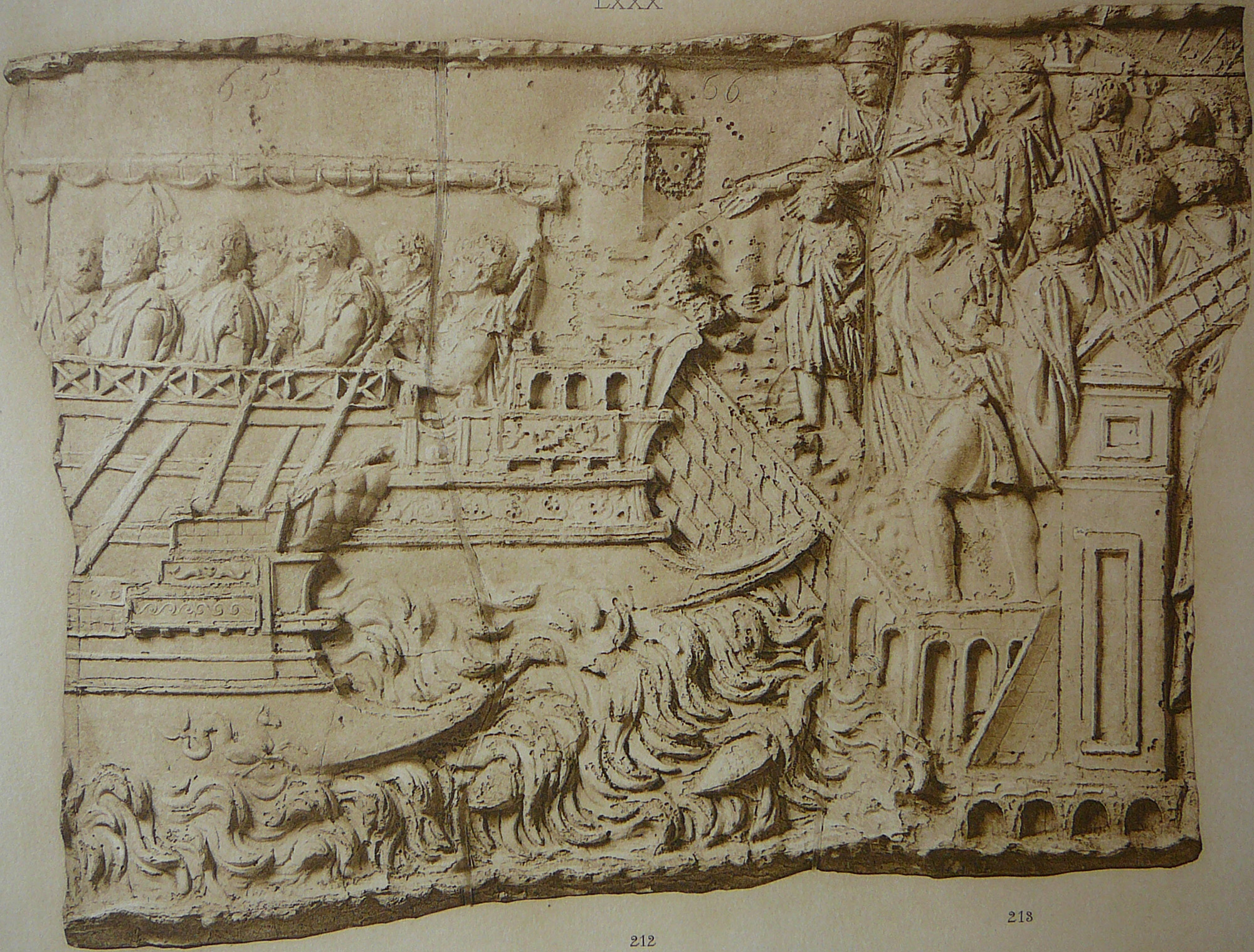
n.59: deuxième port de la côte italico-adriatique.
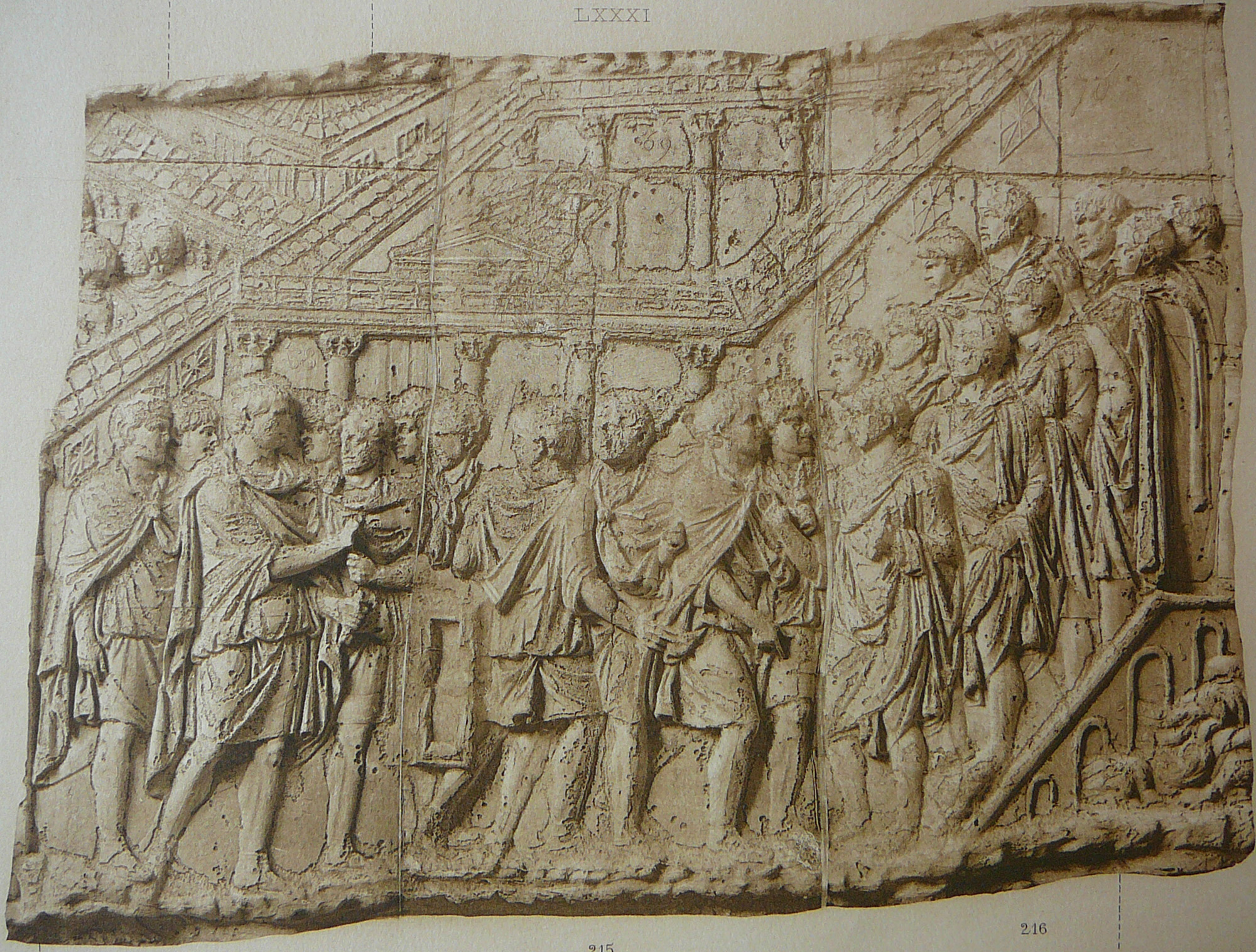
n.60: forum de la deuxième ville italienne.
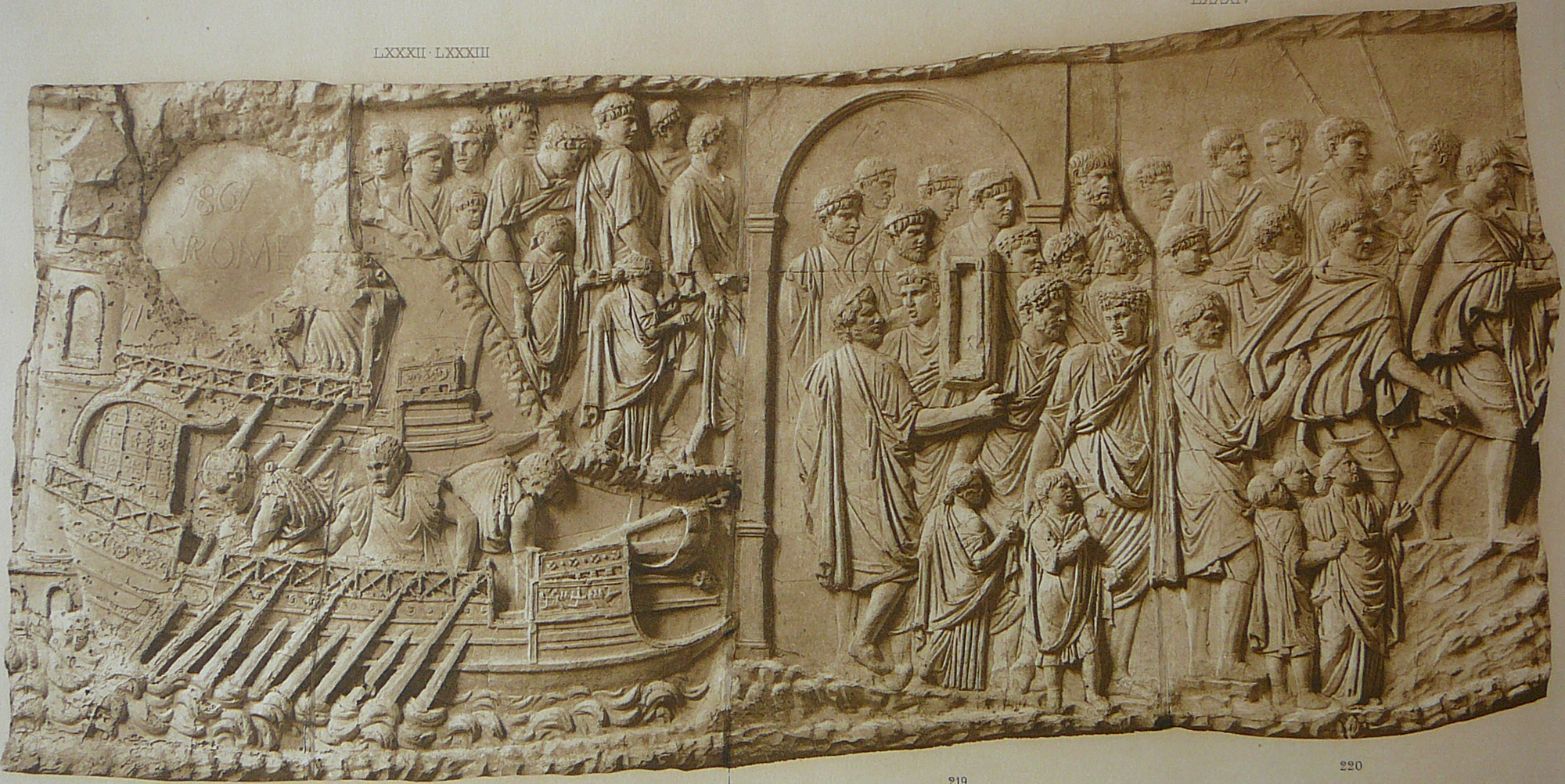
n.61: troisième étape, peut-être Ancône avec son arc de triomphe (?).
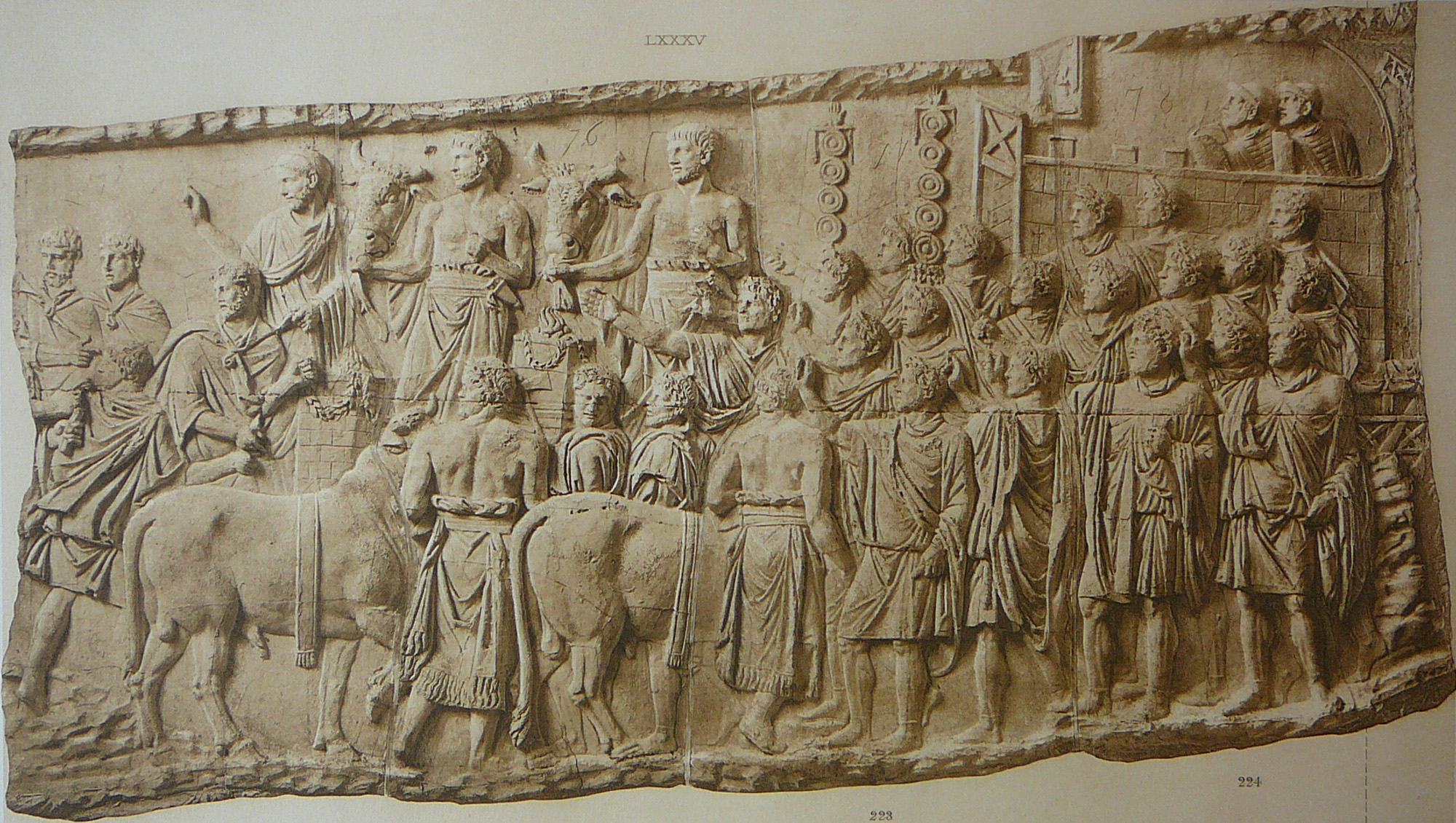
n.62: Ancône.
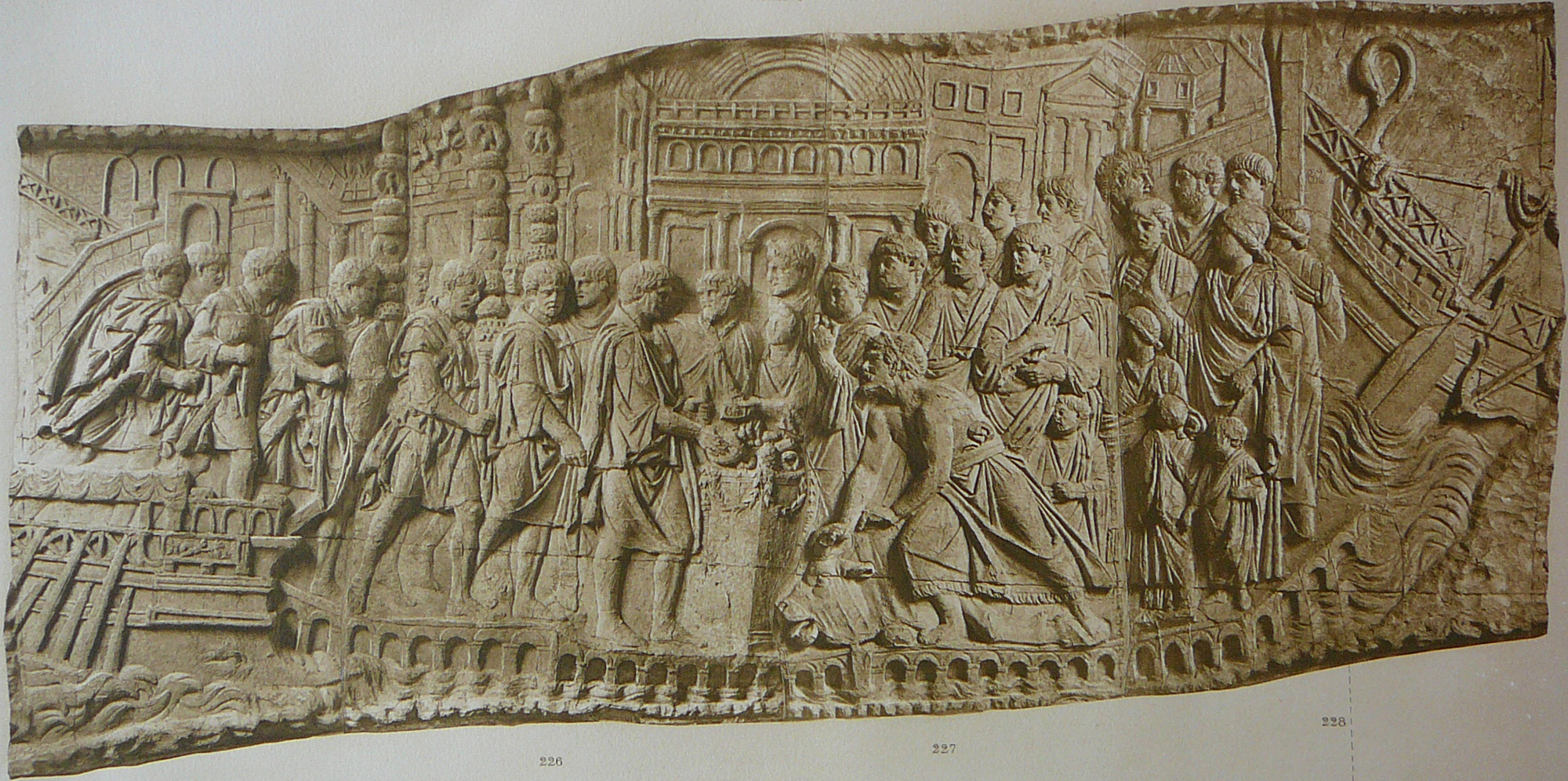
n.63: quatrième étape, peut-être Aquilée (?).

### Guerres marcomanes
L'Empire, entre 165 et 189, à l'époque de Marc Aurèle et de son fils Commode, est affligé par une peste, probablement une épidémie de variole, dite « peste antoninienne » ou « peste de Galien », qui dure environ 15 ans et selon certaines sources, extermine une grande partie de la population impériale (les chiffres, cependant, font l'objet de discussions parmi les historiens). Selon certains, c'est l'un de ces événements qui ont profondément changé l'histoire romaine, déterminant une rupture d'époque avec la période précédente.
La ville d'Aquilée voit, de 168 à 170, d'immenses quantités de troupes se rassembler sur son territoire, et la crainte que ce rassemblement puisse amener la dangereuse maladie s'avère bientôt fondée. Au printemps 168 l'empereur Marc Aurèle et Lucius Aurelius Verus décident de se rendre dans la région du Danube pour atteindre Carnuntum ; Aquilée est la première étape, où l'état-major impérial est composé du préfet du prétoire Tito Furio Vittorino, Pomponio Proculo Vitrasio Pollione, Daturnio Tullo Prisco, Claudio Frontone, Advent Antistio. Les deux empereurs arrivés à Aquilée et inquiets de l'épidémie, qui a déjà causé entre-temps la mort du préfet Furio Vittorino, envoient une lettre à Galien le requérant comme médecin personnel pour la campagne. A la fin de l'été de la même année, Marc Aurèle se retire de la campagne militaire avec ses troupes pour passer l'hiver à Aquilée. Il est rejoint par Galien précisément lors de l'apparition des premiers cas de peste dans la ville. La propagation croissante des cas de peste à Aquilée conduit les empereurs à décider de se retirer avec seulement une escorte personnelle à Rome ; Verus, qui a poussé à ce départ étant malade, meurt peu après à Altinum, frappé d'apoplexie en janvier 169. La ville est finalement assiégée en 170 par une coalition de peuples germaniques venant des territoires au nord du Danube, qui atteint le nord de l'Italie par la route de l'ambre. Opitergium, à cette époque dépourvu de murs est détruit, pas Aquilée qui doit encore en avoir.

### Siège d'Aquilée

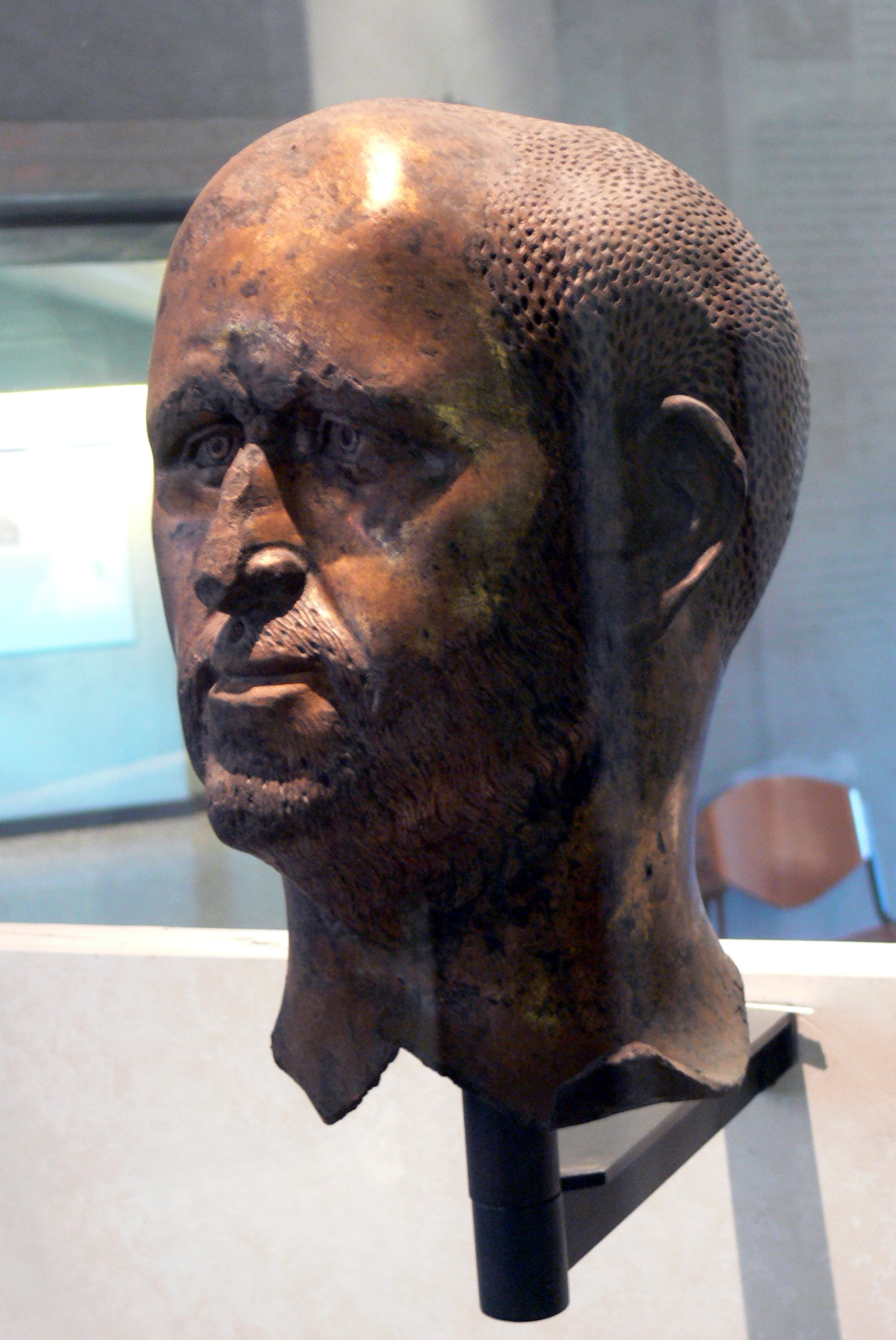
Buste en bronze de Maximin le Thrace (?), musée archéologique de la ville.

Les aménagements défensifs, renforcés entre le IIe et le IIIe siècles, permettent à la ville de vaincre les sièges des Quades et des Marcomans (170), et de l'empereur Maximin Ier le Thrace, qui à la suite de l'élection à son détriment par le Sénat romain des empereurs Maxime Pupien et Balbin qui acceptent Gordien III comme César, descend en Italie de Pannonie avec son armée en 238. Lorsque l'armée de Maximin arrive en vue d'Aquilée, située à l'intersection d'importantes voies de communication et de stockage de vivres et d'équipements nécessaires aux soldats, la ville, dirigée par deux sénateurs nommés par le Sénat, Rutilio Pudente Crispino et Tullio Menofilo, lui ferme ses portes. Maximin prend alors une décision fatale : au lieu de descendre rapidement sur la capitale avec un contingent, il marche sur Emona, qu'il occupe et assiège personnellement la ville d'Aquilée, permettant à ses adversaires de s'organiser : Maxime Pupien rejoint Ravenne, d'où il dirige la défense de la ville assiégée.
Bien que le rapport de forces soit toujours à l'avantage de Maximin, le siège prolongé, la pénurie de vivres et la discipline rigide imposée par l'empereur provoquent l'hostilité de ses troupes. Les soldats de la Legio II Parthica, après avoir arraché leurs insignes militaires pour signaler sa déposition, l'assassinent dans son camp, avec son fils Massimo et ses ministres, le 10 mai 238.
Leurs têtes, coupées et placées sur des poteaux, sont amenées à Rome par des messagers à cheval, tandis que les corps du père et du fils sont mutilés et donnés aux chiens, une poena post mortem. Le Sénat élit l'empereur Gordien III, âgé de treize ans, et ordonne la damnatio memoriae pour Maximin.

### Période des Trente Tyrans
En 259-260, à l'époque de l'empereur Gallien, une nouvelle incursion germanique (peut-être de Marcomans) atteint Ravenne avant d'être stoppée, alors que l'empereur Valérien est engagé sur le front oriental contre les Sassanides de Chapour Ier. Il est évident que la horde de barbares passe de nouveau près d'Aquilée. En 270, Claude II le Gothique, peu avant de mourir de la peste, laisse à Aquilée une garnison de troupes sous le commandement de son frère Quintillus, à qui le Sénat confère la charge impériale, une fois la nouvelle parvenue de la disparition de son frère. Apprenant la mort de Claudius et la nomination de Quintillus, Aurélien met rapidement fin à la guerre contre les Goths en Thrace et Mésie, mettant fin aux sièges d'Anchialus, près de l'actuelle Pomorié en Bulgarie sur la mer Noire, et de Nicopolis ad Istrum, pour se précipiter à Sirmium où il est acclamé empereur : à cette nouvelle Quintillus, qui est resté à Aquilée, abandonné par ses propres soldats, préfère se suicider. Après la mort d'Aurélien en 275, une fois Marcus Claudius Tacite élu nouvel empereur, le Sénat de Rome envoie des nouvelles aux villes les plus importantes de tout l'Empire. Parmi celles-ci se trouvent Aquiliea, ainsi que Mediolanum, Antioche, Thessalonique, Athènes, Corinthe et Alexandrie.

## Archéologie d'Aquilée sous le haut empire
À partir de 15 av. J.-C., à la suite de la conquête romaine de la Rhétie et de l'arc alpin, la construction de la via Claudia Augusta commence, qui relie la Regio X Venetia et Histria aux rives du Danube, au Norique (à peu près l'actuelle Bavière ), par le col du Brenner ou le col de Resia. Elle est construite par Nero Claudius Drusus, le beau-fils aîné et général de l'empereur Auguste ; plus tard agrandie et complétée par son fils et empereur Claude en 47. Cette route relie le monde latin au monde germanique ; d'autres voies romaines importantes convergent vers elle :  la via Annia (qui relie Adria à Aquileia), la via Popilia (qui relie Altinum et Rimini), la via Aurelia (entre Padoue et Feltre en passant par Asolo) et la via Postumia, la route consulaire de Gênes à Aquilée. Dans les années suivantes, vers 14 av. J.-C., commence également la via Gemina qui relie Aquileia à Emona, en suivant le premier tronçon de la route de l'ambre. Cette route semble avoir été construite par la Legio XIII Gemina qui est alors stationnée près de la ville de Venetia et Histria.
À partir du milieu du Ier siècle, la ville commencé à être équipée de structures en pierre le long du port fluvial à l'est de la ville (auparavant les structures étaient en bois), obtenues à partir d'un agrandissement artificiel de la Natissa, et d'installations portuaires connexes, toujours en bois ; vers la fin du siècle, le port est reconstruit en pierre.
L'emplacement actuel et la structure du forum romain d'Aquilée remontent à la fin du IIe - début du IIIe siècle. Ses mesures semblent avoir été de 115 mètres x 57 mètres, selon une étude de Giovanni Battista Brusin de 1934. L'expansion continue de la ville a conduit à la construction de nouveaux et imposants murs dans la partie sud et ouest, d'abord à l'époque de Maximin le Thrace, puis de Julien et Théodose Ier.

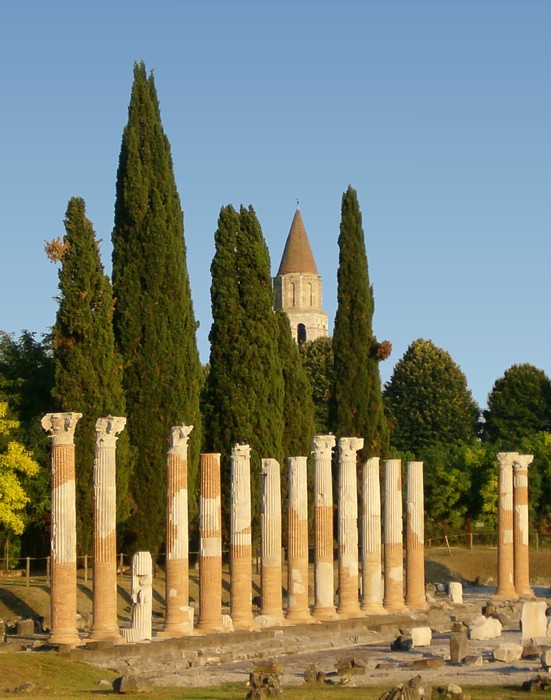
Forum romain (1)
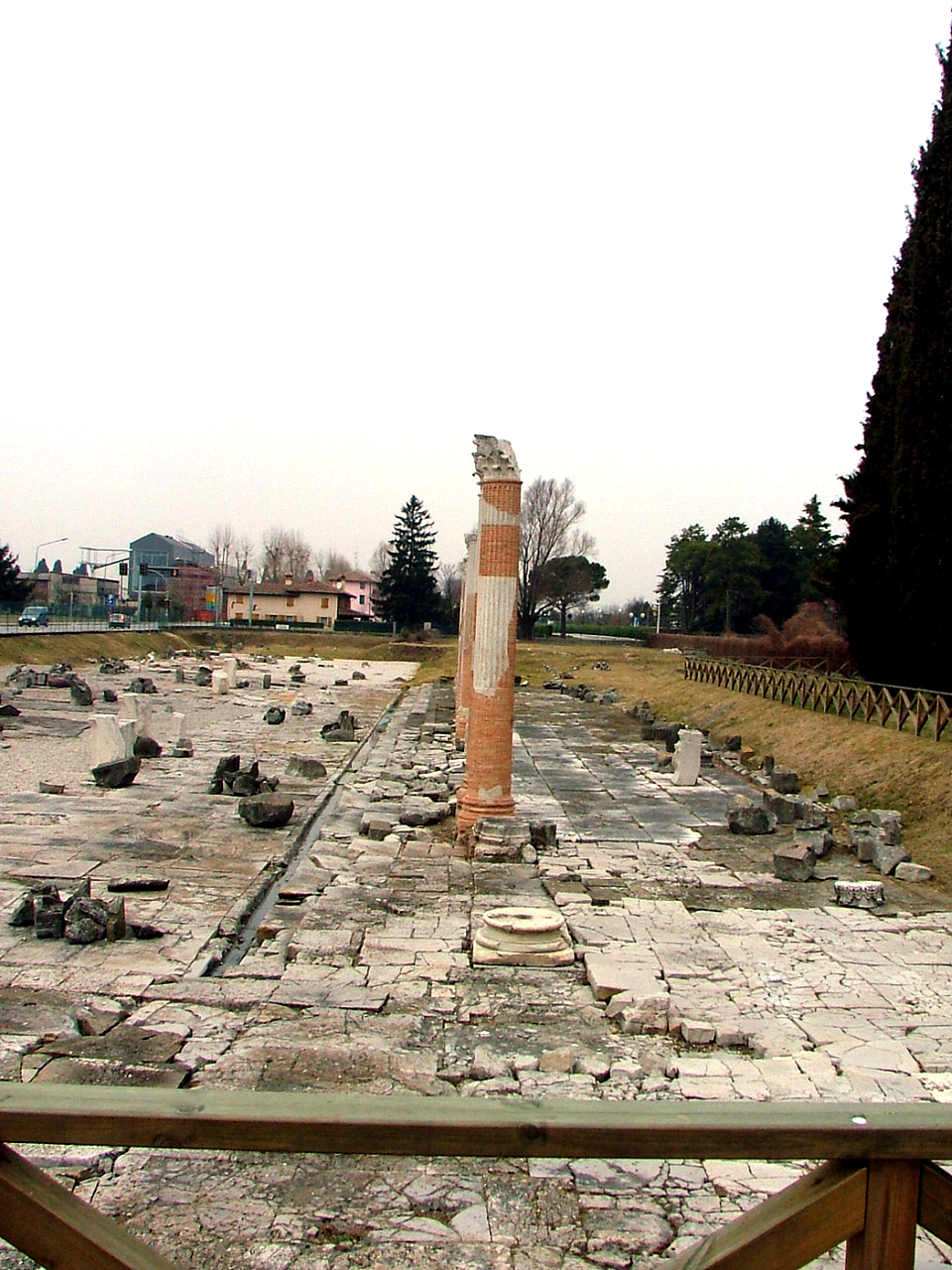
Forum romain (2)
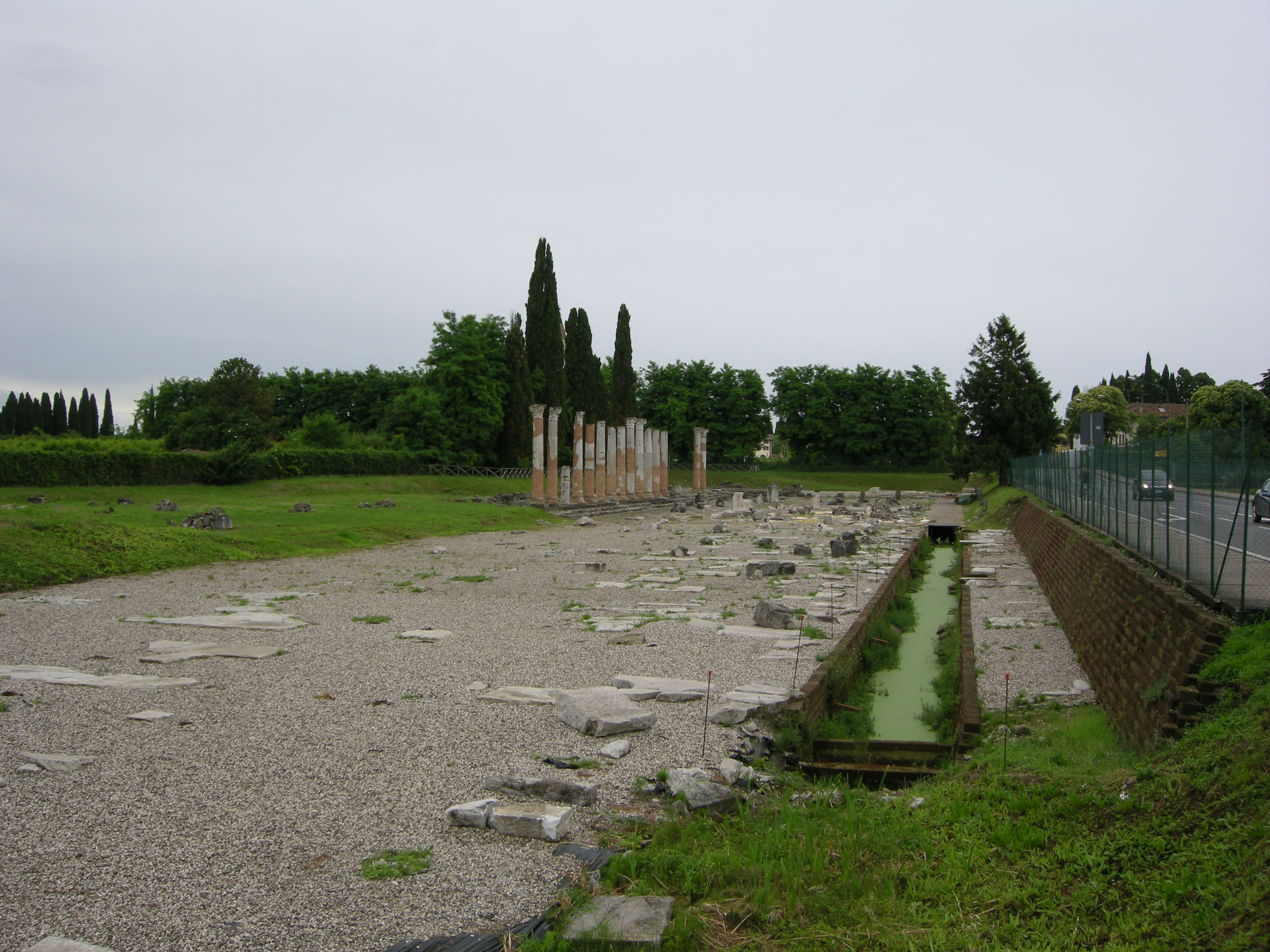
Forum romain (3)
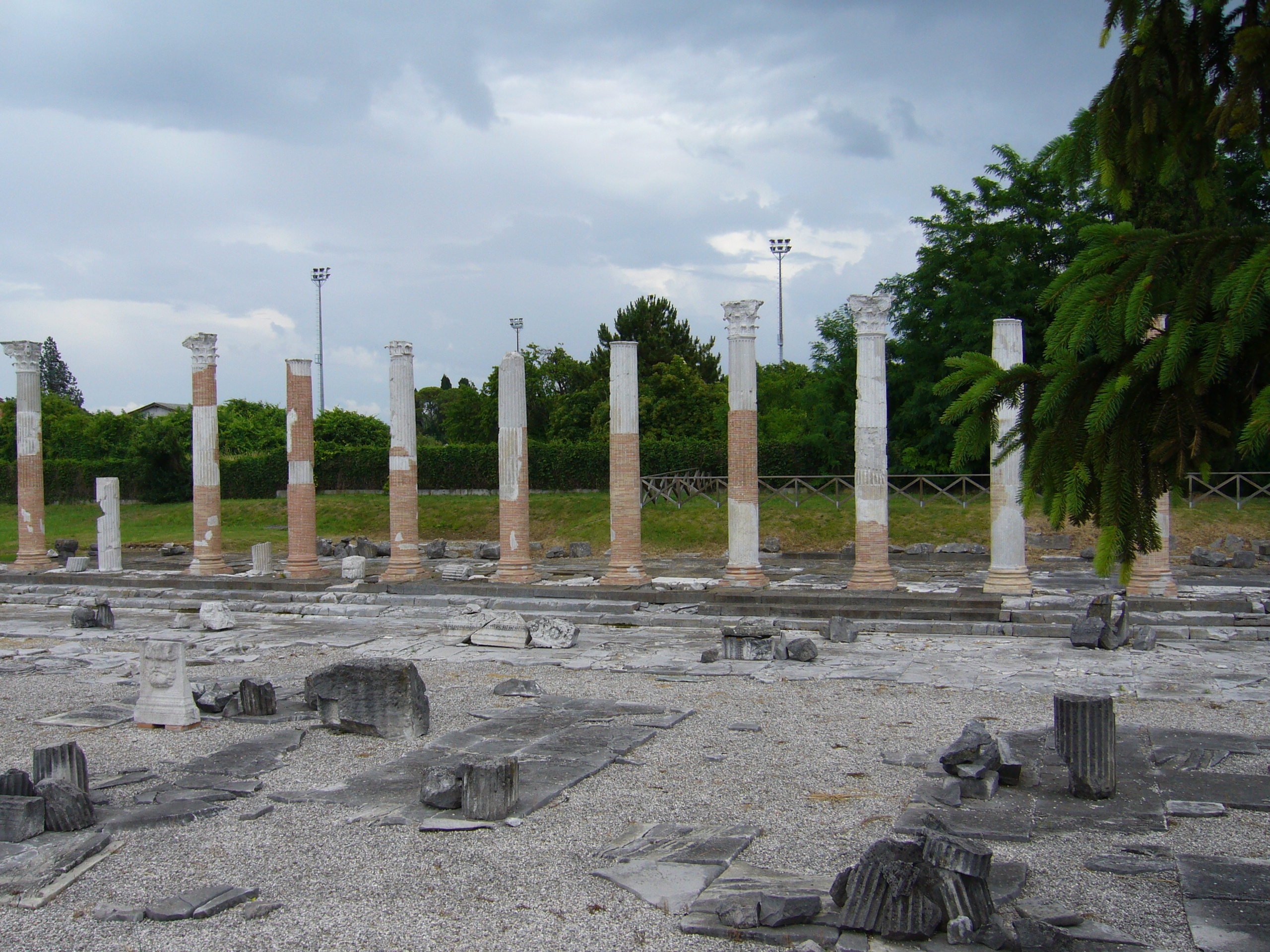
Forum romain (4)
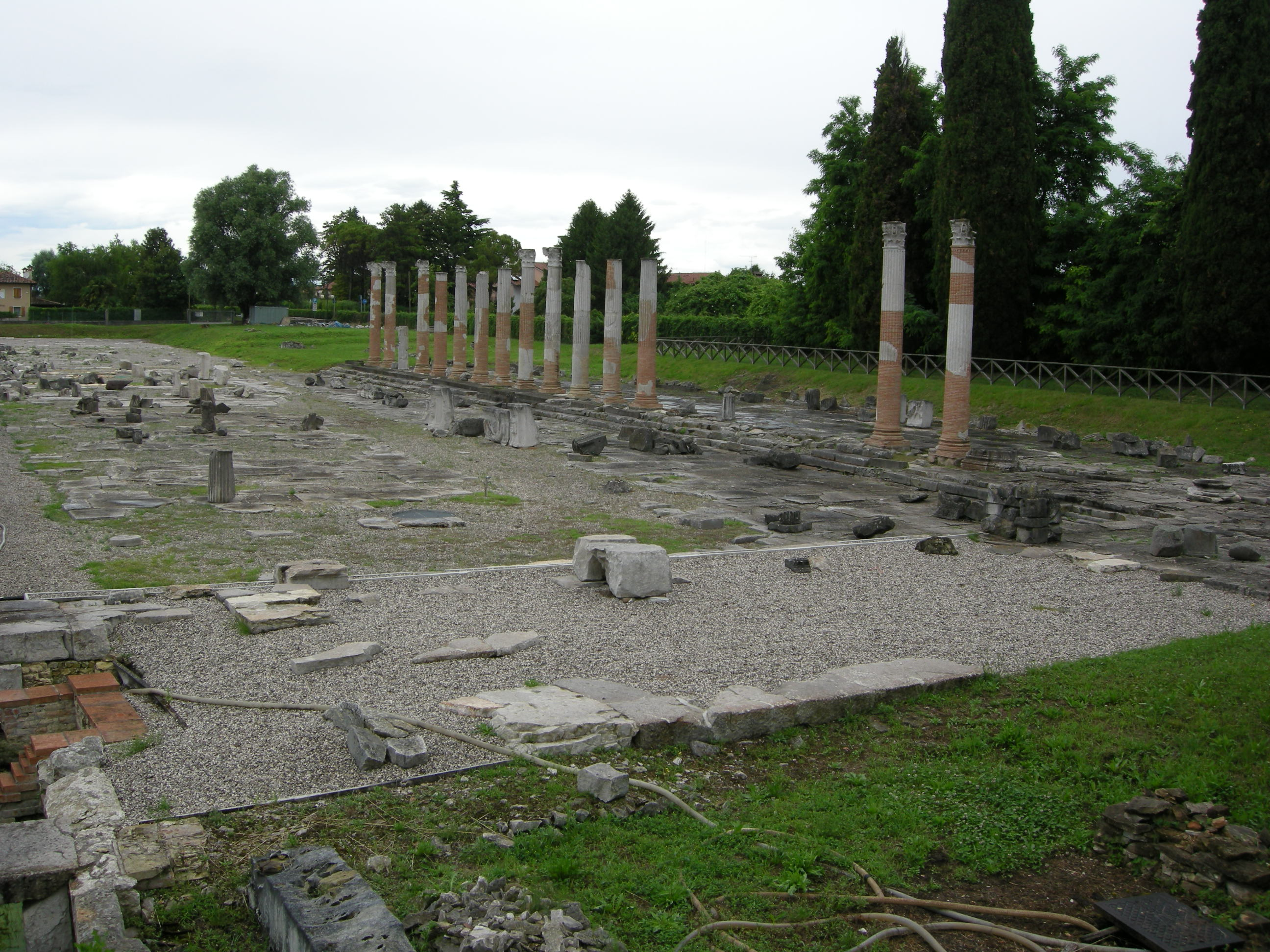
Forum romain (5)

## Antiquité tardive (286 - 452)

### Maximien Hercule

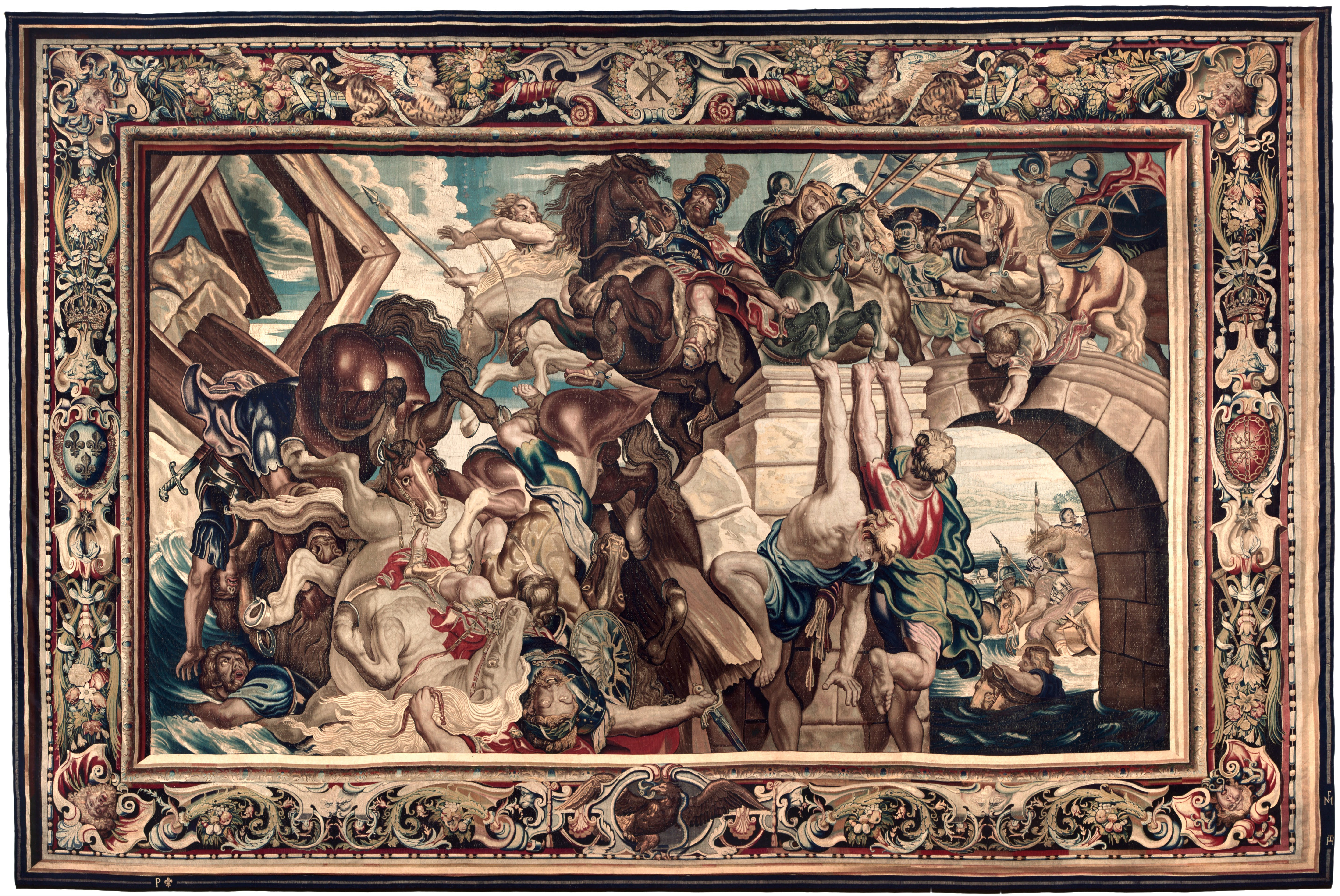
Tapisserie montrant le triomphe de Constantin sur Maxence à la bataille du pont Milviius, dessin de Pierre Paul Rubens, 1622.

Le tétrarque Maximien Hercule, une fois devenu Auguste de l'empire romain d'Occident, préfère avoir deux capitales : à l'est, Aquilée, qu'Ausone définit comme la « neuvième ville de l'Empire », port fluvial et maritime sur l'Adriatique, poste militaire, pour sa position sur la frontière des Alpes , compte tenu de sa proximité des limes de la Claustra Alpium Iuliarum, et Mediolanum (Milan), plus à l'ouest, dont la situation permet de garder les cols au nord des grands lacs alpins. Dans ces deux villes , il érige de grandes structures et des palais impériaux, laissant Constance Chlore s'occuper de la défense des Limes de Germanie.
En 312, pendant la guerre civile, Constantin Ier, désormais méfiant envers Maxence, son fils, rassemble une grande armée, se rend en Italie par les Alpes et après avoir vaincu les armées de Maxence deux fois de suite, près de Turin et de Brescia, assiège et occupe, d'abord Vérone, puis Aquilée, soumettant toute l'Italie du Nord. Peu de temps après, il marche sur Rome, où il vainc finalement l'armée de Maxence juste au nord de la ville lors de la bataille du pont Milvius, le 28 octobre 312. Avec la mort de Maximien, toute l'Italie passe sous le contrôle de Constantin tandis que la garde prétorienne et sa caserne sont supprimées.

### Avènement du christianisme
Aquilée exerce également une nouvelle fonction morale et culturelle avec l'avènement du christianisme qui, selon la tradition, est prêché par l'apôtre saint Marc, et dont le développement s'appuie sur des évêques, des diacres et des prêtres qui subissent le martyre. Les premiers sont Hermagoras et Fortunat d'Aquilée vers 70. Le pape Pie Ier (mort en 154) devait être natif d'Aquilé . Iliario et Taziano, morts en 284, sont d'autres martyrs de l'église d'Aquilée du IIIe siècle. Au début du IVe siècle, Chrysogone d'Aquilée, Proto et les frères Can, Cantien et Cantienne sont martyrisés, dont le culte est largement diffusé dans tous les territoires du diocèse d'Aquilée, de la Vénétie à l'Istrie, de la Carinthie à la Slovénie. En 313, l'empereur Constantin met fin aux persécutions. Avec l'évêque Théodore (mort en 319 environ), un grand édifice de culte est construit, composé de trois salles avec de magnifiques mosaïques, chacune contenant plus de 2 000 fidèles.
Les évêques d'Aquilée prennent de l'importance au cours des siècles suivants, contribuant vigoureusement au développement du christianisme occidental, tant d'un point de vue doctrinal (le concile de 381 qui concerne toutes les églises est décisif pour la lutte contre l'arianisme d'Occident) et pour l'autorité exercée : c'était une métropole d'une vingtaine de diocèses en Italie et une dizaine au-delà des Alpes.

### Affrontements duIVesiècle

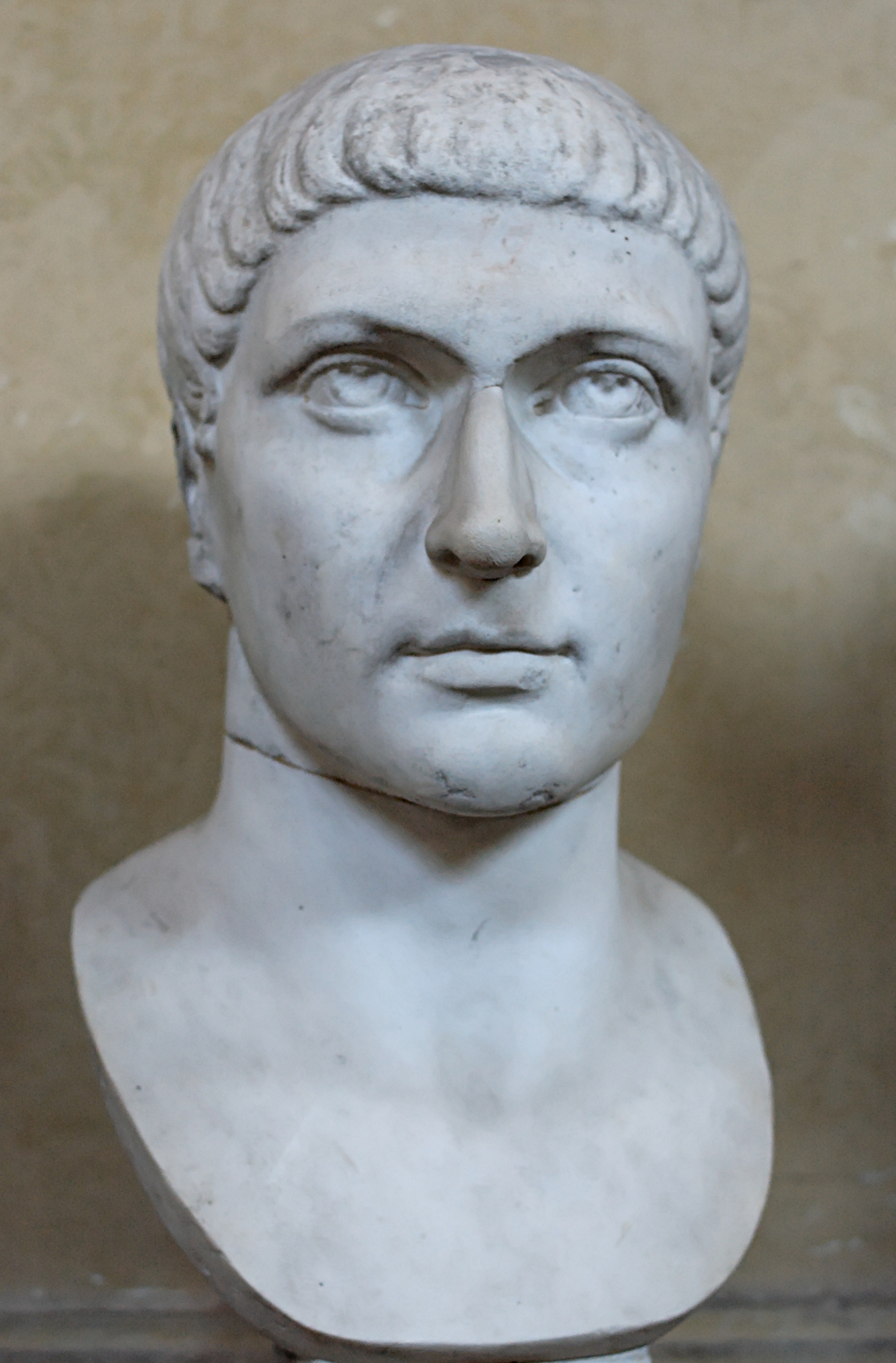
Constantin Ier.

La présence impériale s'intensifie tout au long du IVe siècle à Aquilée. De nombreux affrontements sanglants résolvent des conflits fratricides comme celui entre Constantin II (empereur romain) et Constant Ier en 340, ou entre Constance II et Magnence en 351-352 ; ou des épisodes d'usurpation, quand Théodose Ier bat Magnus Maximus en 388 ou que Valentinien III tue Jean dans le cirque romain en 425.
Entre 317 et 323, lorsque Licinius doit céder le diocèse des Pannonies à Constantin Ier, celui-ci renforce les flottes sur l'Adriatique et la mer Égée, consolide les ports maritimes d'Aquilée, du Pirée et de Thessalonique (ancienne capitale de Galère), avec la construction des arsenaux, des chantiers navals, et améliore de l'armement de la marine romaine.
En 340, Constantin II attend que son frère Constant I se rende dans une province fidèle à Constantin lui-même et descend en Italie avec une armée, sous prétexte de se diriger vers le front de l'Est (janvier-février) ; Constant, qui se trouve alors en Dacie, apprend les intentions de son frère et envoie contre lui une force qui peut le ralentir avant son arrivée avec le reste de l'armée. Les généraux de Constant simulent une attaque contre Aquilée, puis se retirent et tendent des embuscades à Constantin qui les poursuit ; à l'occasion de l'une d'elles, près de Cervenianum, au début d'avril, ils encerclent les hommes de Constantin, en tuant beaucoup, dont Constantin lui-même, dont le corps est jeté dans la rivière Alsa. En 345, Constant passe quelques mois dans la ville, rencontrant Athanase d'Alexandrie. Quelques années plus tard, Constantin II passe l'hiver 351/352 à Sirmium, puis reprend la campagne chassant Magnence d'Aquilée et l'obligeant à retourner en Gaule. En 361, Julien envoie la garnison de Sirmium en Gaule, mais en cours de route, s'arrêtant à Aquilée, il se rebelle, assiégé par les forces de Jovien. Julien part à l'Est, avec l'armée de Nevitta, à Naisso en Mésie, et de là à Thrace, prêt pour un affrontement avec Constance II.
Quelques années plus tard, en 387, Magnus Maximus, qui songe à déposer Valentinien II, franchit les Alpes et menace Aquilée. L'année suivante, Théodose Ier fait la guerre à Magnus Maximus, qui est vaincu d'abord à Siscia (aujourd'hui Sisak), puis à la bataille de la Sava à Poetovio (aujourd'hui Ptuj en Slovénie ), et enfin à Aquilée.

### Invasions barbares
Aquilée est assiégée et occupée lors des raids répétés d'Alaric Ier en 401 et 408. Une quinzaine d'années plus tard, Valentinien III, après s'être fiancé à la fille de Théodose Ier, Licinia Eudoxia, est envoyé en Occident avec une armée puissante, sous le commandement du magister militum Ardaburius et de son fils Aspar, sous la tutelle de sa mère Placidia, qui agit comme régente de son fils de cinq ans ; alors qu'il voyage, à Thessalonique, il est nommé César par Elione le 23 octobre 424 . Après avoir passé l'hiver en cantonnement à Aquilée, l'armée romaine d'Orient se dirige vers Ravenne, où se trouve l'usurpateur Jean ; la ville tombe après quatre mois de siège, en raison de la trahison de la garnison ; Jean est capturé, déposé et tué en juin ou juillet 425.
Aquilée ne résiste finalement pas à Attila qui, à la suite de l'effondrement accidentel d'un mur de la fortification, parvient à pénétrer dans la ville, la dévastant le 18 juillet 452, et, dit-on, répandant du sel sur les ruines, s'en empare, forçant les légionnaires qu'il a fait des prisonniers à construire des engins de siège identiques à ceux utilisés par les Romains. Il massacre ou asservit une grande partie de la population. Deux légendes sont liées à la figure d'Attila : l'une relative à l'effondrement des murailles d'Aquilée et à un rêve prémonitoire grâce auquel Attila conquiert la ville ; l'autre sur le trésor d'Aquilée, enterré pour éviter qu'il ne soit pillé. À partir de ce moment, Aquilée cesse d'être une place forte protégeant le nord de l'Italie dans sa partie orientale, étant remplacée dans cette fonction par Vérone sur l'Adige.

## Archéologie de l'Aquilée impériale tardive
Malgré la crise du troisième siècle, Dioclétien fonde l'atelier monétaire d'Aquilée et la ville, grâce aux nombreux offices et institutions faisant autorité, semble encore être, à la mort de l'empereur Théodose Ier (395), la neuvième ville de l'Empire et la quatrième d'Italie, célèbre pour ses remparts et son port. À l'époque de la tétrarchie, Aquilée devient l'une des capitales de l'Empire romain et est dotée de magnifiques structures publiques et privées pour l'Auguste Maximien Hercule. À partir de 293, un grand cirque y est construit, relié à la résidence impériale toute proche (située à l'est de la ville), ainsi que trois ateliers frappant la monnaie (de 294 / 296 à 425. Après la venue des Huns d'Attila et la dévastation qui en résulte, la ville ne s'est jamais relevée, à tel point qu'elle s'est réduite de taille et divisée par deux le long de l'axe nord-sud.
La construction de la basilique patriarcale remonte au début du IVe siècle. Les salles théodoriennes (dont les vestiges peuvent encore être visités dans la nef de l'édifice actuel et sous les fondations du clocher-tour) sont construites en 313 par l'évêque Théodore avec le soutien direct de l'empereur Constantin Ier, probablement le premier ensemble cultuel public destiné aux chrétiens. Les salles reposent sur des bâtiments romains préexistants (probablement des horrea, vastes greniers romains qui se trouvaient certainement dans la zone proche de la basilique) dont les murs d'enceinte ont vraisemblablement été réutilisés. Les deux salles parallèles (toutes deux d'environ 37 x 20 m) étaient reliés entre elles par un vestibule mesurant 29 x1 3 m, à côté duquel se trouvait le premier baptistère. Toutes deux étaient dépourvues d'abside, avec six colonnes supportant un plafond à caissons richement décoré et un dallage constitué de mosaïques. La salle nord constituait probablement l'église proprement dite, tandis que celle du sud (où se dresse l'actuelle basilique) était un catéchumène, lieu où les catéchumènes recevaient l'instruction chrétienne et se préparaient à entrer dans la communauté. La phase suivante de la basilique remonte au milieu du IVe siècle, à l'époque de l'évêque Fortunatianus d'Aquilée, avec l'agrandissement de la salle nord (73 x 31 m) et la création de nouvelles salles. La grande basilique, divisée en trois nefs par vingt-huit colonnes et sans abside, était reliée, par le baptistère, au catéchumène et précédée d'un grand cloître (selon un schéma que l'on retrouve également dans l'ensemble contemporain d'Augusta Treverorum).

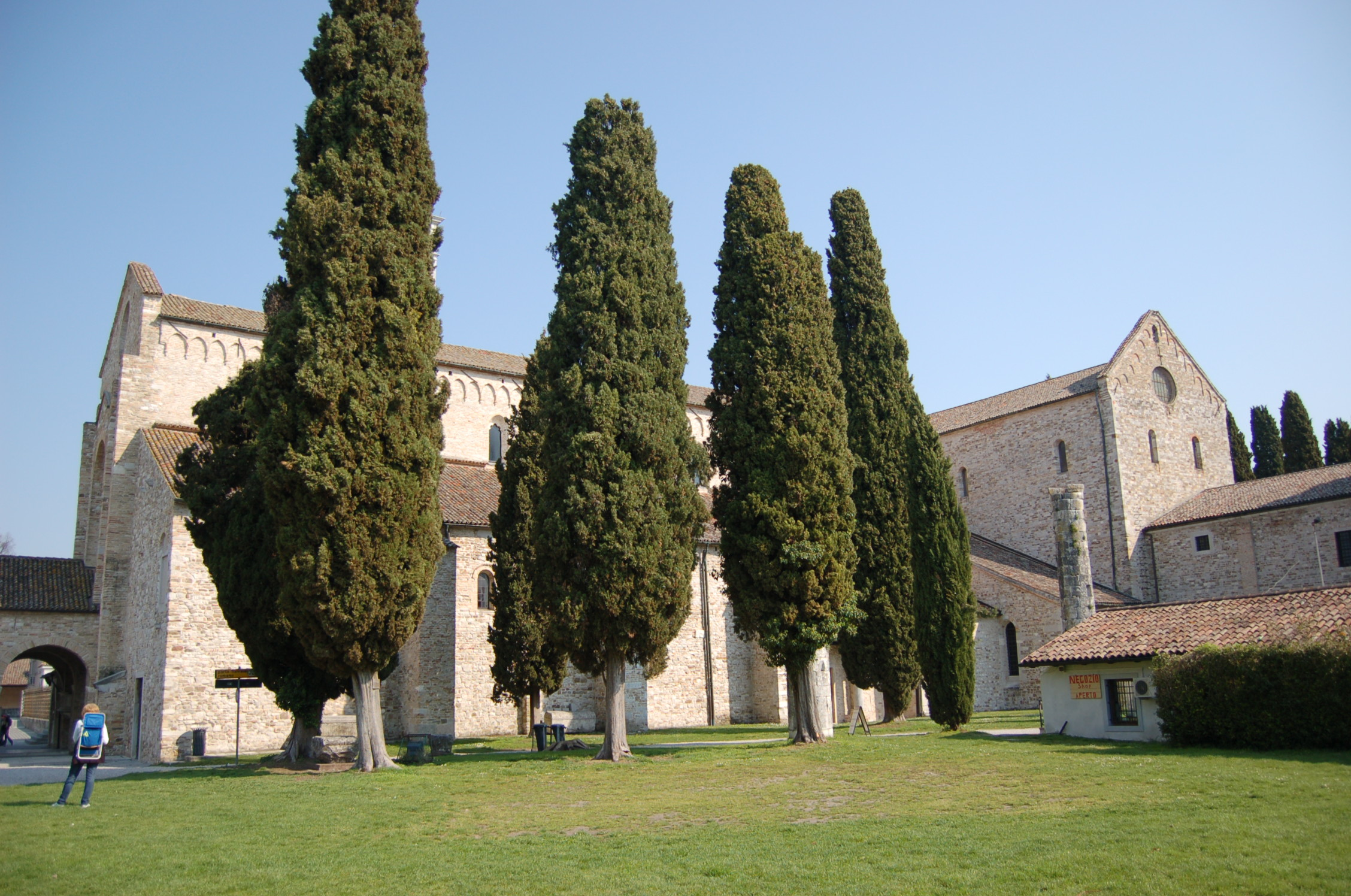
Secteur où certains chercheurs pensent que le palais impérial de Maximien était construit, à côté de l’actuelle basilique de Santa Maria Assunta.
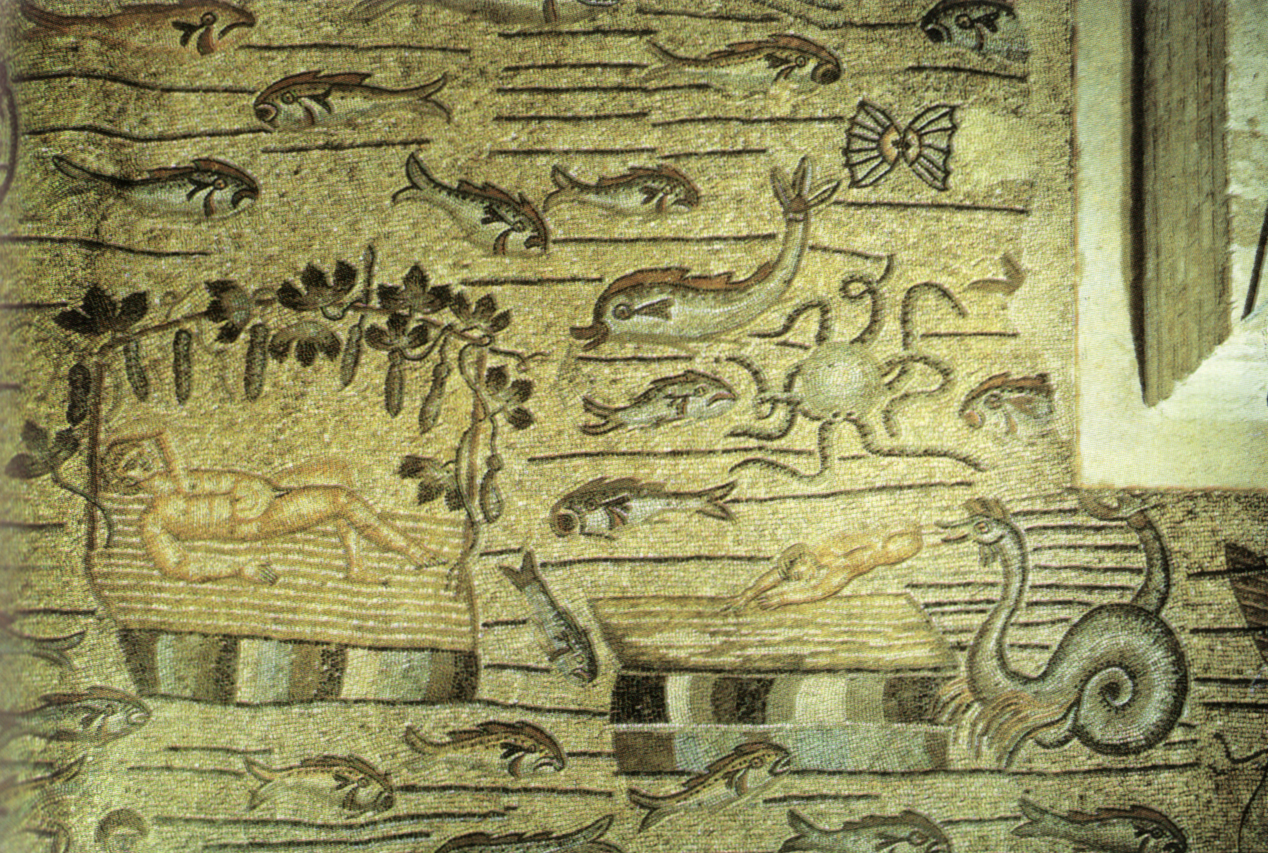
Histoires de Jonas.
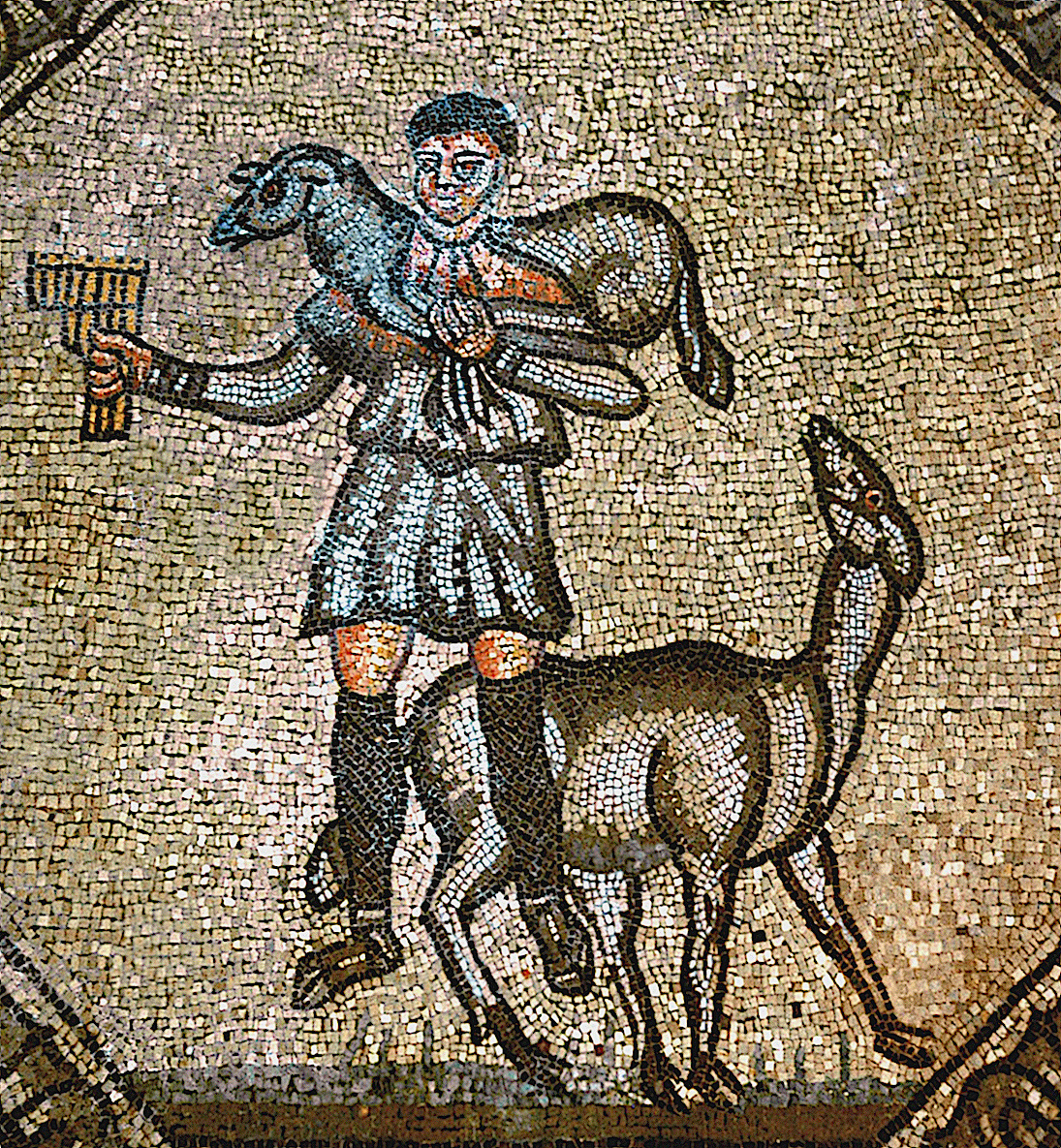
Bon Pasteur.
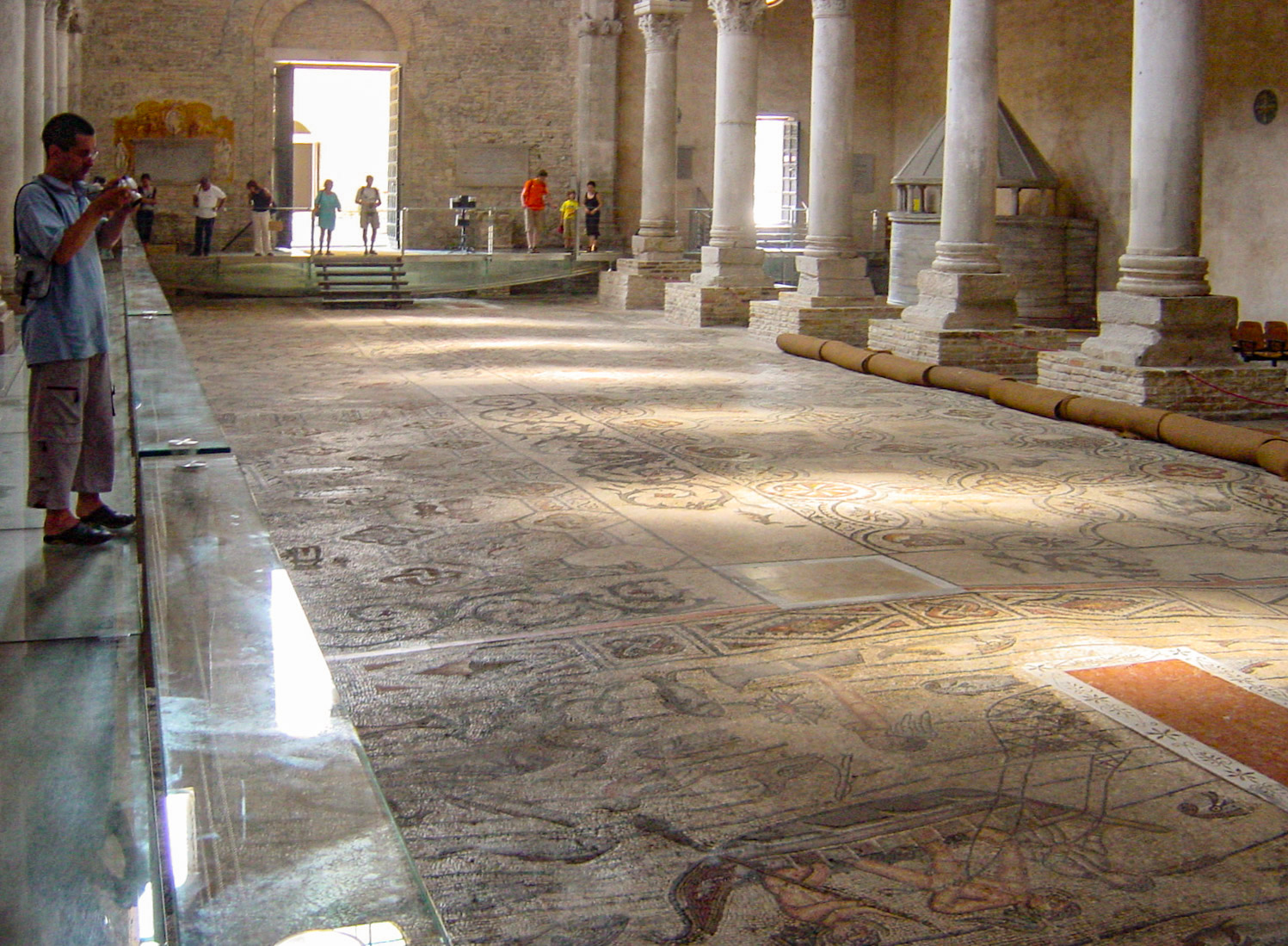
Intérier avec le sol en mosaïques.
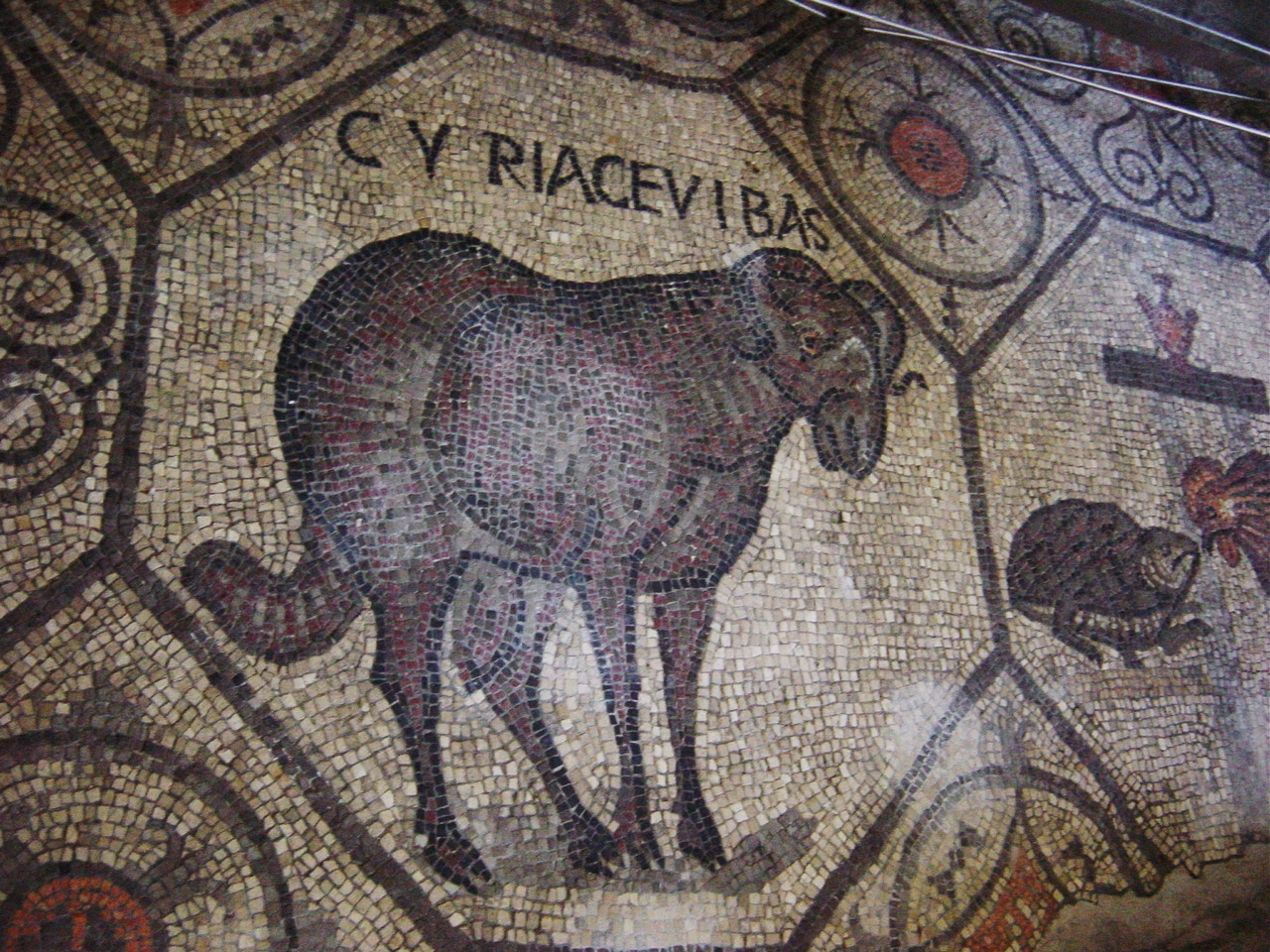
Mosaïques paléochrétiennes.
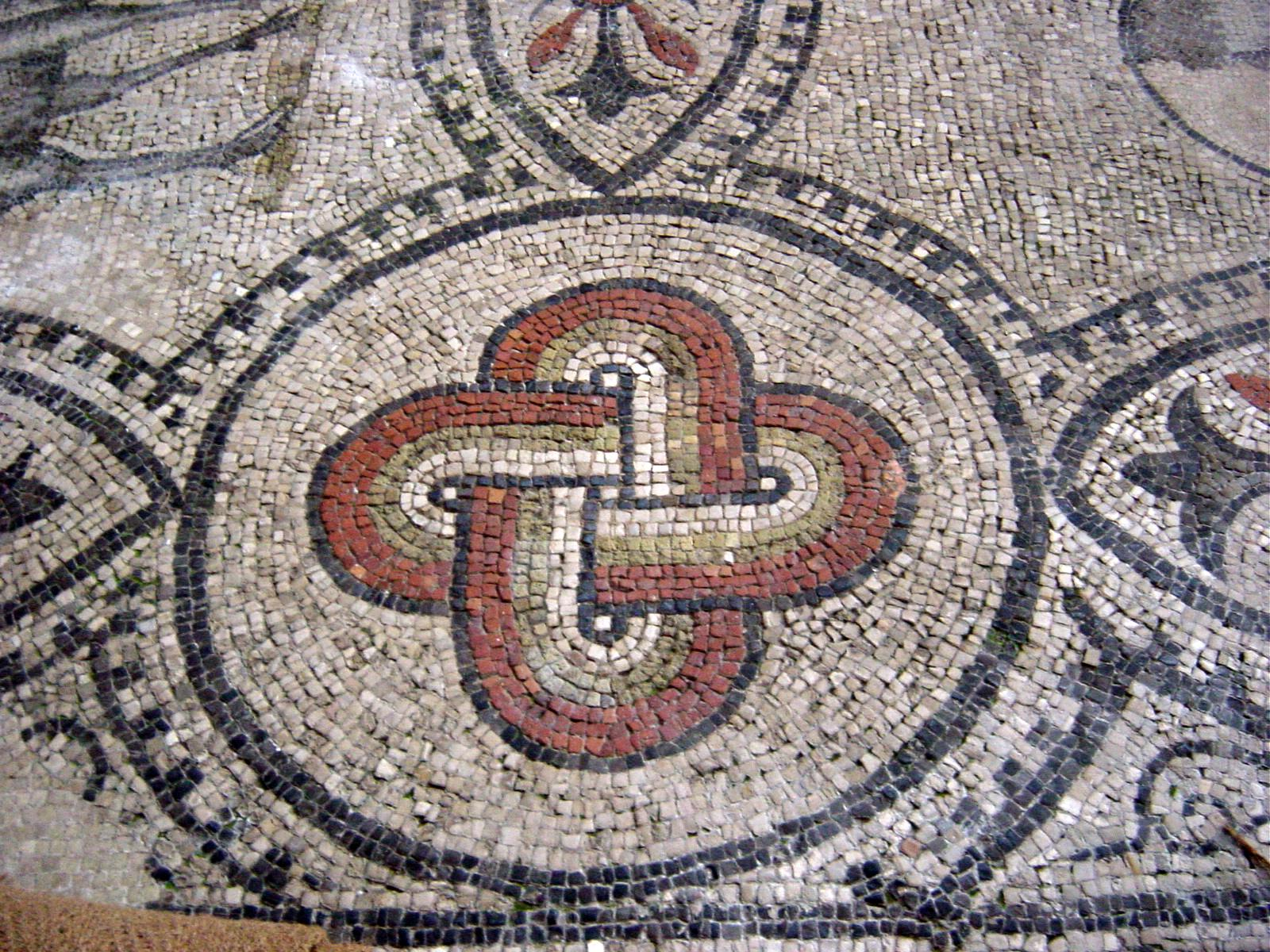
Mosaïques.

## Postérité
L'autorité de l'église d'Aquilée et le mythe d'une ville qui a été puissante ont survécu, même si désormais sa domination directe est limitée à un petit territoire qui a ses points forts dans la zone urbaine avec le port maritime et dans le village de Grado. Cette dernière se développe et acquiert une importance toujours plus grande à la suite de l'invasion des Lombards en 568. À partir de ce moment, la région d'Aquilée est divisée entre les Romano-Byzantins (qui occupent la zone côtière) et les Lombards (la partie intérieure). Au VIIIe siècle av. J.-C., le siège du patriarcat est transféré à Cividale del Friuli, plus sûre.
Vers l'an 1000, la ville renaît, qui retrouve un grand prestige avec le patriarche Poppon d'Aquilée (1019-45), qui ramène le siège du patriarcat à Aquilée.

### Sources anciennes
- Ammien Marcellin, Histoires, XV-XXV.
- Appien, Guerre d'Illyrie.
- Aurelius Victor, De Caesaribus, XXXIX et XLI; Epitome, XLI ; De Viris illustribus.
- Ausone, Ordo urbium nobilium.
- Dion Cassius, Histoire romaine, XII, 51-52.
- César, De bello Gallico.
- Hérodien, Histoire des empereurs romains de Marc Aurèle à Gordien III.
- Eutrope, Breviarium historiae Romanae.
- Histoire Auguste, Didius Iulianus, Antoninus Geta, Valerianus, Gallienus, Claudius, Aurelianus et Carus.
- Tite-Live, Ab Urbe condita libri ; Periochae.
- Orose, Histoires contre les païens, VII.
- Paul Diacre, Histoire romaine, XIV.
- Pline l'Ancien, Histoire naturelle, III.
- Panégyriques latins, IV et XII.
- Polybe, Histoires, II.
- Strabon, Géographie.
- Suétone, Vies des douze Césars.
- Tacite, Histoires.
- Velleius Paterculus, Histoire romaine, I.
- Zonaras, Épitomé historion, VIII et XII.
- Zosime, Histoire nouvelle, I-II.

### Études
- (en) Timothy Barnes, The New Empire of Diocletian and Constantine, Cambridge MA, Harvard University Press, 1982.  (ISBN 0-7837-2221-4)
- (it) Luisa Bertacchi, « Aquileia : l'organizzazione urbanistica », in Milano, capitale dell'Impero romani (286-402 d.C.), catalogo della Mostra Milano capitale dell'Impero romani (286-402 d.C.) tenutasi a Milano, Palazzo Reale, dal 24 gennaio al 22 aprile del 1990, Ed. Silvana, Milan, 1990, p. 209–212.
- (en) Alan Bowman, Peter Garnsey e Averil Cameron, The Cambridge Ancient History - XII. The Crisis of the Empire A.D. 193-337, Cambridge University Press, 2005.  (ISBN 0-521-30199-8)
- Jérôme Carcopino, César, Paris, PUF, 1936.
- Raymond Chevallier, Aquilée et la romanisation de l'Europe, Tours, 1990, 176 p., ill.
- (it) Attilio Degrassi, « Per quale via i Cimbri calarono nella Val Padana », in Scritti vari di antichità, II, Rome, 1962.
- (en) Tony Honoré, Law in the Crisis of Empire (379-455), Oxford University Press, 1998.  (ISBN 0-19-826078-4)
- (it) E. Horst, Costantino il Grande, Milan, 1987.
- (en) Lawrence Keppie, The Making of the Roman Army from Republic to Empire, Oklahoma, 1998.
- (it) Massimiliano Pavan, Dall'Adriatico al Danubio, Padoue, 1991.
- André Piganiol, La Conquête romaine, 1927.
- Michel Reddé, Voyages sur la Méditerranée romaine, Errance, 2005.